# 日落

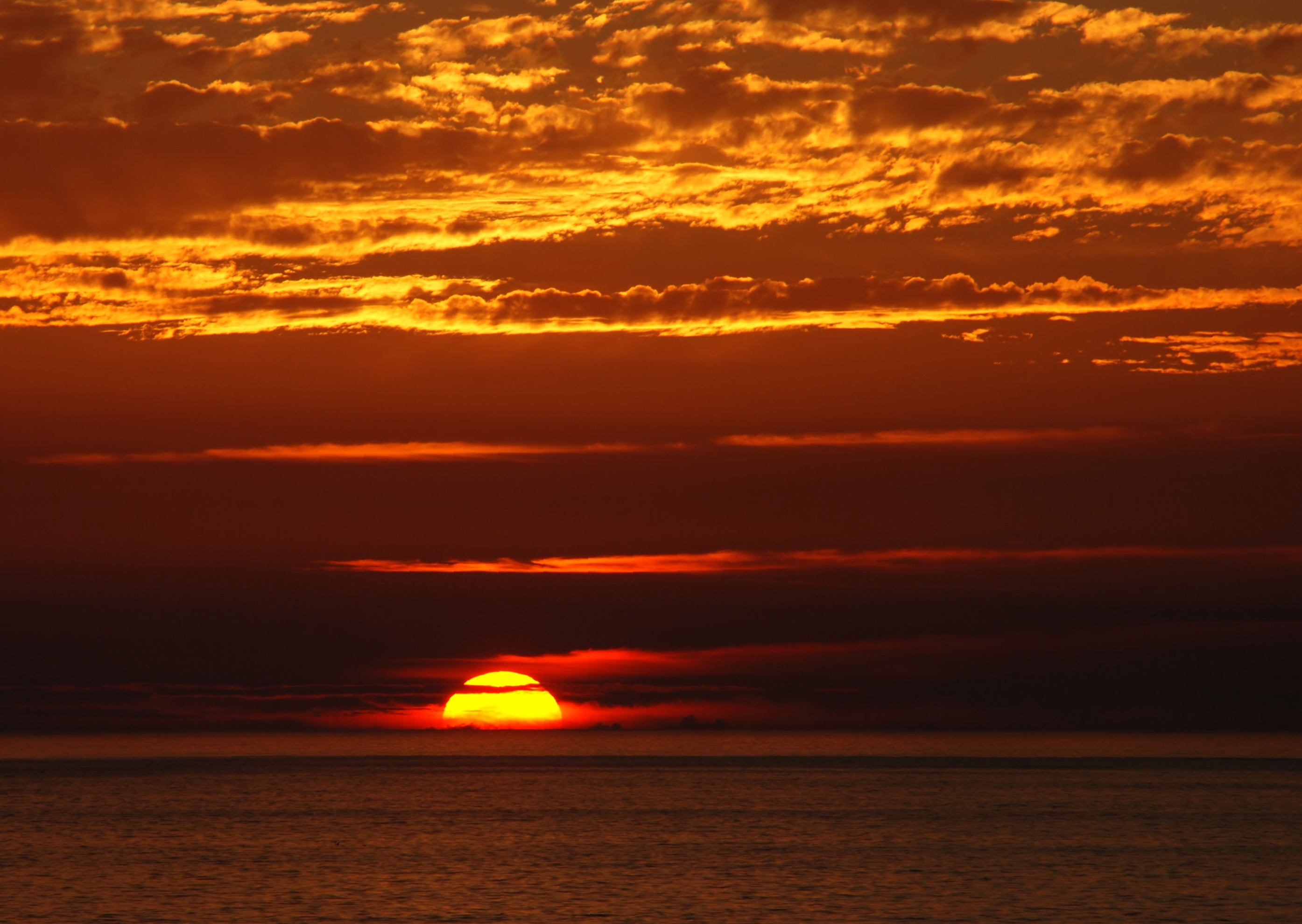
大約在天文學的日落前一分鐘的太陽。

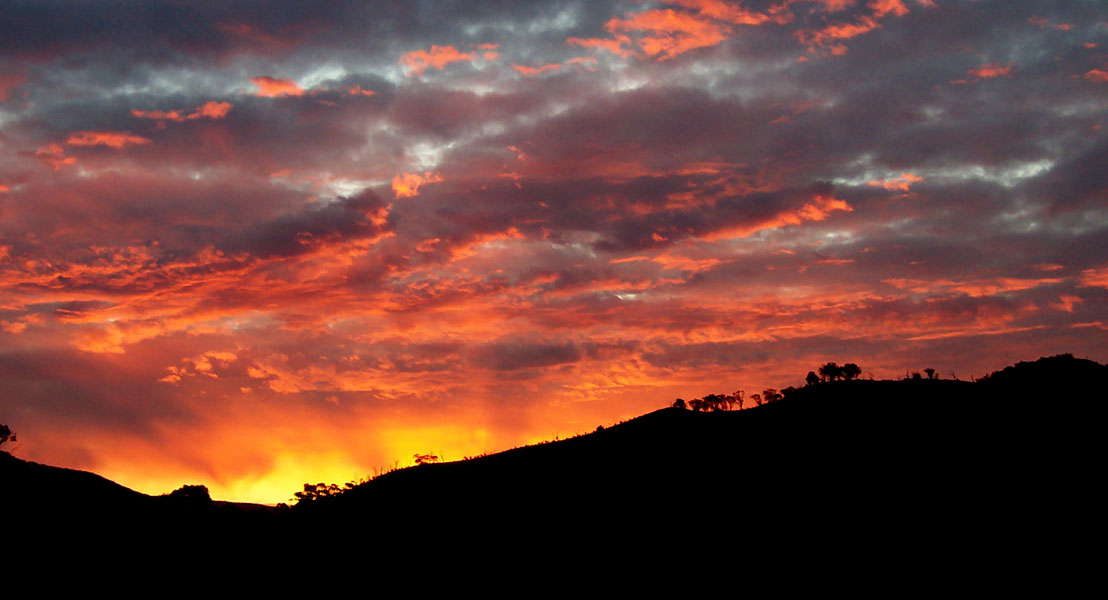
「夕陽無限好，只是近黃昏。」

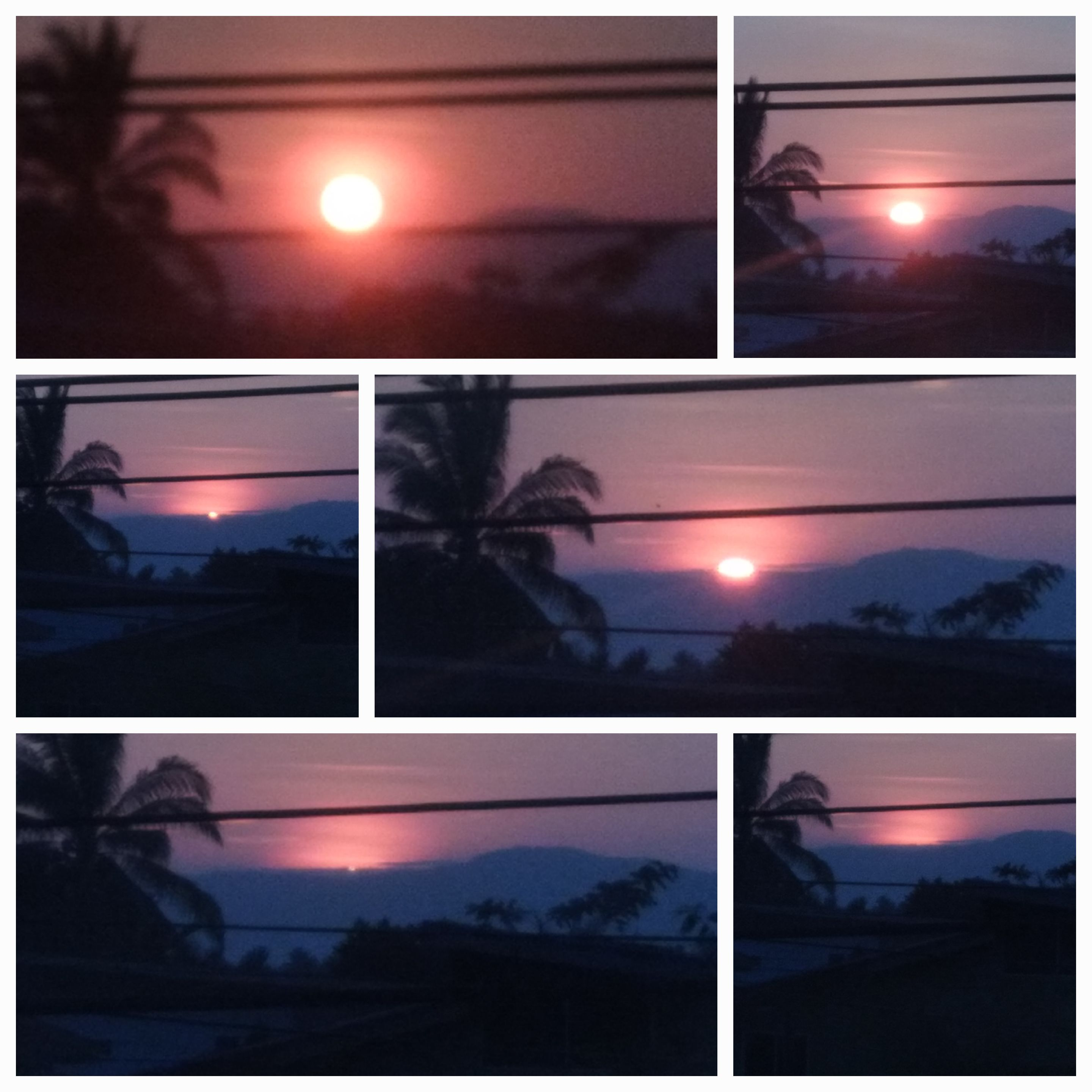
日落合成圖（UTC 10:41AM-10:43AM）日落時只需要在甘榜區域且無高樓遮蔽物的靠近高山附近且是晴天無雲層遮蔽便可用肉眼觀看日落全過程【註：是由左-右】

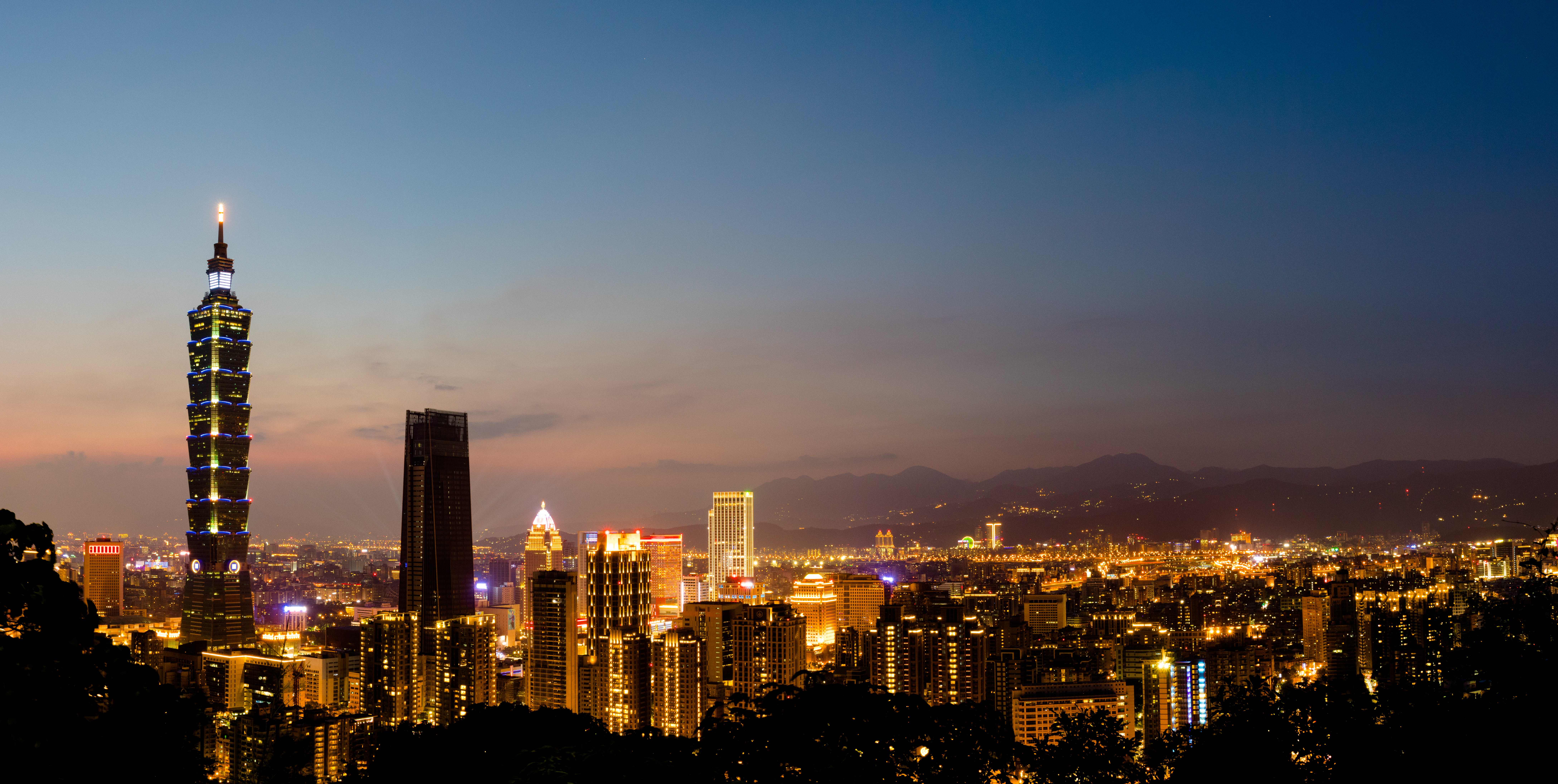
臺灣臺北市的城市夕陽天際線

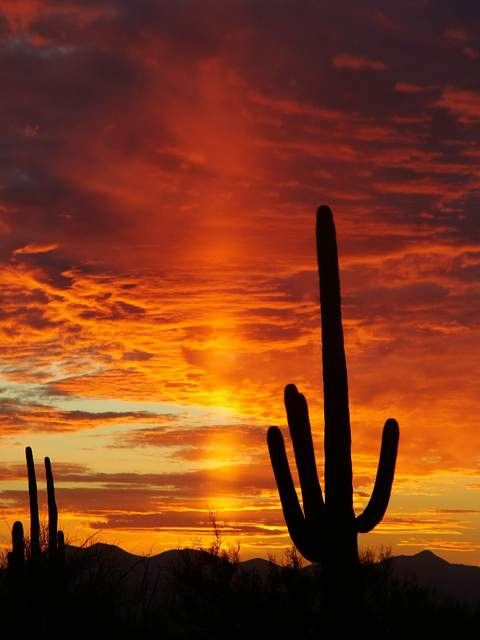
“地獄烈火”-薩格魯國家公園落日景色

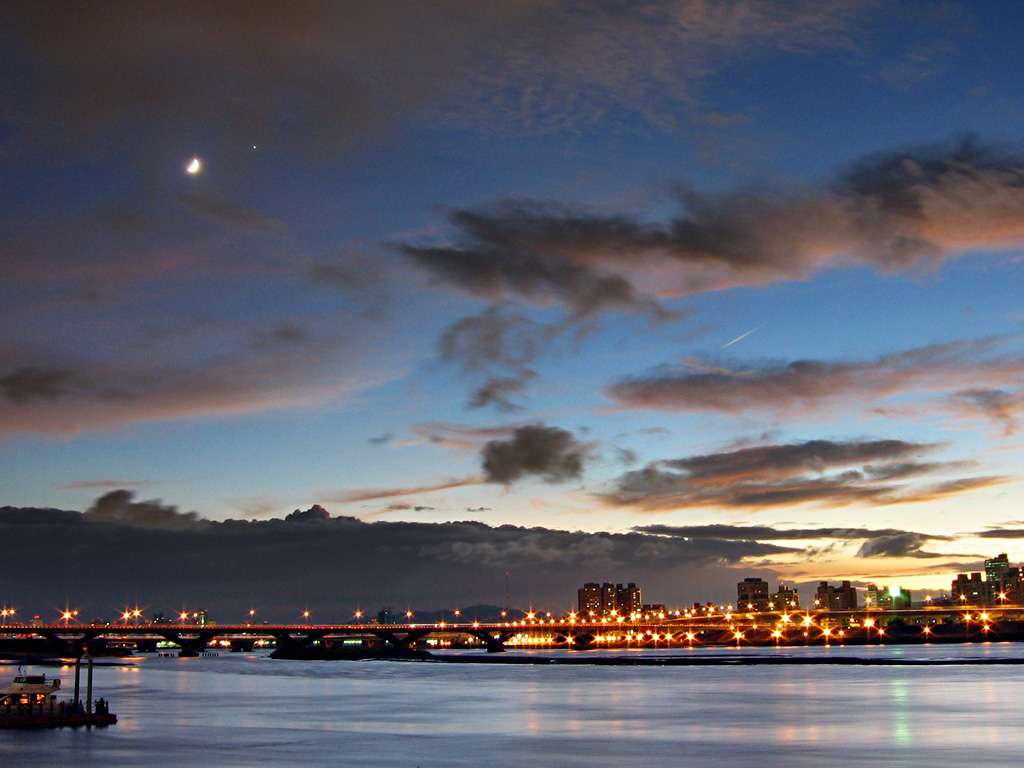
金星伴月的美景，只能在日落時分看到。

夕陽、日落是每日太陽因為地球自轉的結果而消失在地平線下的現象。因為日落而創造出的大氣層狀況，包括發生在太陽消失在地平線之前和之後的事件，通常也都與日沒有關。
日落時間在天文學上的定義是太陽盤面的邊緣完全消逝在西方地平線下的時間。由於光線在大氣層內的折射，下沉的陽光路線在接近地平線的附近已經被高度的偏折，使得視太陽日沒時，真實的太陽已經在地平線下約一個太陽的直徑（約0.5°）。日沒不能與薄暮（dusk）混淆，這是黑暗降臨的時刻，此刻太陽位於地平線下18°。從日沒到薄暮的期間稱為暮光。

## 日落時的景觀

### 漫天紅霞

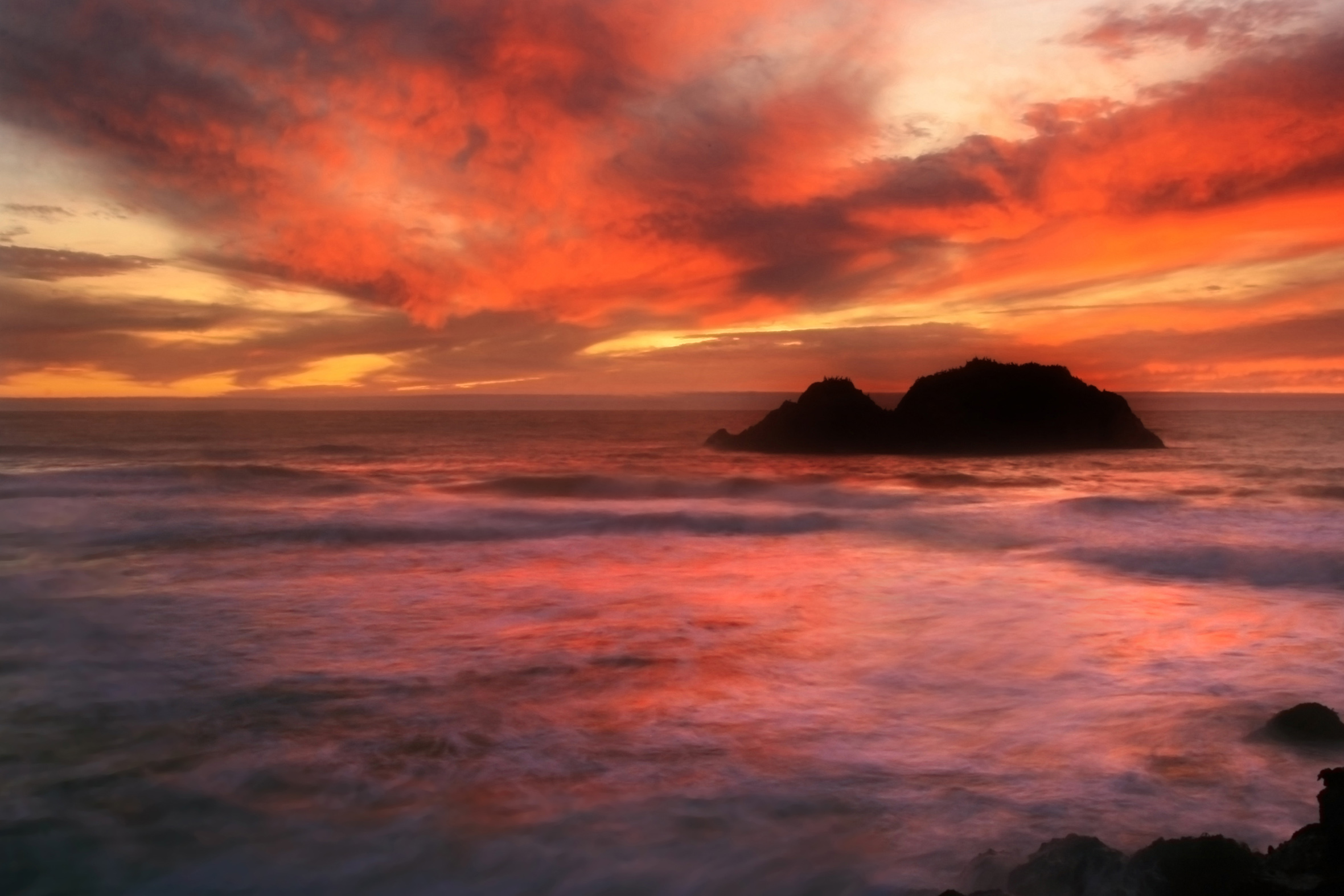
舊金山天涯海角公園紅色的落日。

日沒或日出時天空中深厚的紅色和橙色色調主要是陽光被地球大氣層中的塵埃粒子、煤灰、和其他固體的氣溶膠、液體的氣溶膠散射造成的。這些被在日出和日沒時增強的紅色和橙色顏色，在物理學上可以用米氏理論（Mie theory）或離散偶級子逼近來解釋。當對流層內沒有微粒時，例如在巨大的暴雨後，殘餘的少許紅色可以用空氣分子對陽光的瑞利散射來解釋。日沒時的色彩通常比日出時更加炫麗，通常是因為黃昏時的空氣中有著比日出時更多的氣溶膠等微粒。夜晚的空氣通常較涼爽及無風的，這會使塵埃和煤灰等從大氣層中沉澱出來，導致日出時的米氏散射數量減少。減少了米氏散射，相應的也減少了日出時散射的紅色和橙色的光量。而在夜間發生火災之後，日出時的顏色強度可以超過日沒，或是火山的噴發與排放，或在觀測者的東方發生沙塵暴。最近的一些爆發，像是1991年的皮納圖博火山和1883年的喀拉喀托火山，都曾經在世界各地產生顯著的日出和日落景觀。 
有些來自火山噴發的煙灰和塵粒有時會被困在對流層的陷阱內，然後上升進入平流層，產生寂靜的日落色彩，來自火山的少量硫酸液滴構成的薄雲可以在日落後產生產生被稱為餘暉的色彩。一些噴發，包括1991年的皮納圖博火山和1883年的喀拉喀托火山，都曾經在平流層產生足夠高的硫酸雲，世界各地產生顯著的日落後餘暉（和日出前暉光）景觀。在平流層的高層雲在日落之後仍然會被陽光照射到，並反射已經強烈紅化的陽光至地面。
但是，觀看者地理位置不同有時使得日出與日落的分別更大。舉例來說，日落時位於面向西方的海岸線，可以看到太陽緩緩下降至海面；同樣的地方在日出時，則可觀察到太陽由東方的陸地昇起。
有時在正好日出之前或日落之後可以看見綠閃光。

### 其他大氣現象
- 金星帶
- 雲隙光與反雲隙光
- 風向改變：濱海地區，白天吹海風，晚上吹陸風；日落時分即為風向改變之時。

### 天文現象
- 軌道內側天體

日落時是觀測內側行星的好時機。位於地球軌道內側的金星、水星等天體，因為距離太陽近，在地球上無法做夜間觀測。黃昏或拂曉時日光較黯淡，這兩顆行星的光芒才得以顯現。此外，彗星繞日公轉、接近太陽時，其噴流的活動會達到最大，但因為逼近太陽，同樣的也只能在日落或日出的時刻才可以從地面觀測。
- 太陽表面活動

日落時陽光強度銳減，可以用肉眼或儀器觀測太陽。據說加利略也是在日落時，以改良折射望遠鏡觀測太陽，並記錄了太陽黑子的現象。
- 地照

地照是因地球大氣層反射，使得眉月的暗面也能夠以肉眼觀測的現象。因為眉月在天空的位置接近太陽，所以日落或日出是比較好的觀測時機。

### 生物行為
- 日行性的動物歸巢，如鳥類。
- 夜行性的生物則群起而出，如蝙蝠。

## 現象

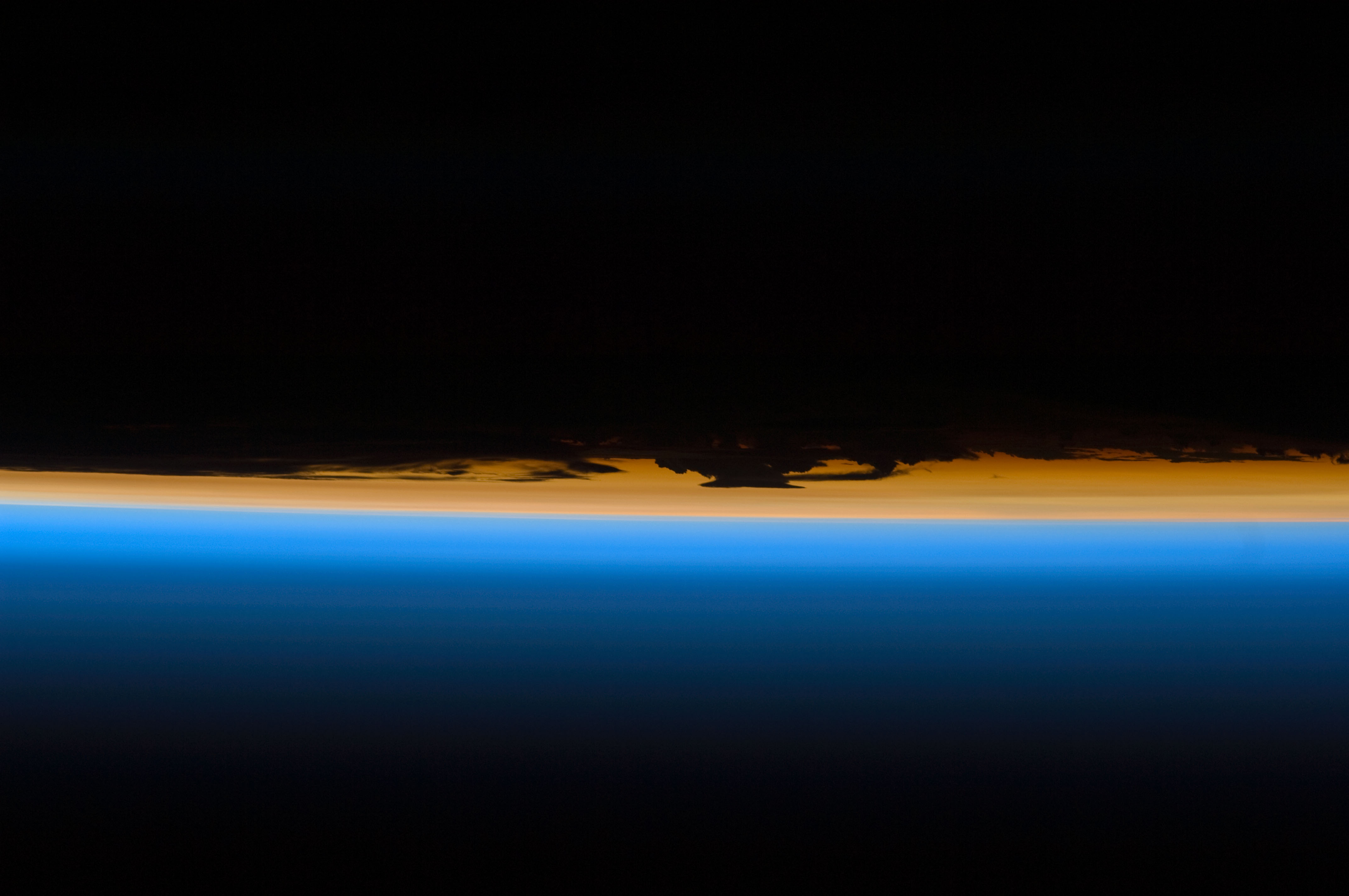
地球轨道日落

日沒的時間相對於經度，在一年當中會隨著日期與觀測者所在的緯度而變化。日沒的精確地方時取決於觀測者所在地時區經度的精確度。每天微小的日沒時間變化很明顯的以半年的時間在改變，這與地球自轉軸的傾斜、地球的球型和每年環繞太陽的軌道形狀有關。有一些明顯的異常存在，但主要還是因為地球自轉軸的傾斜和地球的橢圓軌道所引起的。在北半球，最早的日沒時間並沒有出現在12月21日的冬至前後，而是出現在12月初到12月中旬。同樣的，最晚的日沒也沒有出現在6月21日夏至的前後，而是在6月末到7月上旬，這與觀測者的緯度有關。同樣的現象也出現在南半球，除了在冬天的6月21日之前，和夏天的12月21日之後，也可能到次年1月的某些日期。在兩個至點的前後1至3個星期，日出和日沒的時間都會一起提早或延後。即使在赤道，日出和日沒的時間在一年當中都會前後移動幾分鐘，正午也會伴隨著移動。這種效果可以被繪製成日行跡（analemma）。
由於地軸的傾斜，無論何時或何地發生的日沒，從3月20日前后的分點至9月23日前后的分點之間總是在西北方向，而從9月23日前后的分點至3月20日前后的分點，都是在西南方向上。在分點當天，不僅日沒精確的發生在正西的方向上，在全球各地的白天和夜晚的時間也都幾乎是相等的（如果不考慮大氣折射，並且以太陽的幾何中心來測量）。
由於日出和日沒都是以太陽盤面的邊緣出沒，而不是以太陽的中心作為參考，因此白天持續的時間會比夜晚長一點。此外，因為來自太陽的光線受到大氣折射的彎曲，在太陽的幾何中心已經在地平線下時依然能被看見。在地平線上的太陽看起來比較大，是另一種光學上認知錯覺，這與月球錯覺的道理是一樣的。
日出及日落的時間可以藉由跟蹤太陽的軌跡而計算得到。此外，太陽光會因為地球大氣層的影響而產生折射，所以在太陽降至低於地平線後仍可看到太陽，這是每天日落時產生的錯覺。
日落后，天不会马上黑，而会出现曙暮光。
人們經常將日落與夏天聯想起來，特別是居住於海灘附近的寫意生活及衝浪活動。這可能因為人們通常會在夏天日落時進行更多戶外活動所致，因為冬天時日落時間較早；此外，在人們眼裡，日落時海灘的景色亦較其他時段美麗。
日落亦是終結的象徵，人老時也會被稱為遲暮之年。

## 文學情意

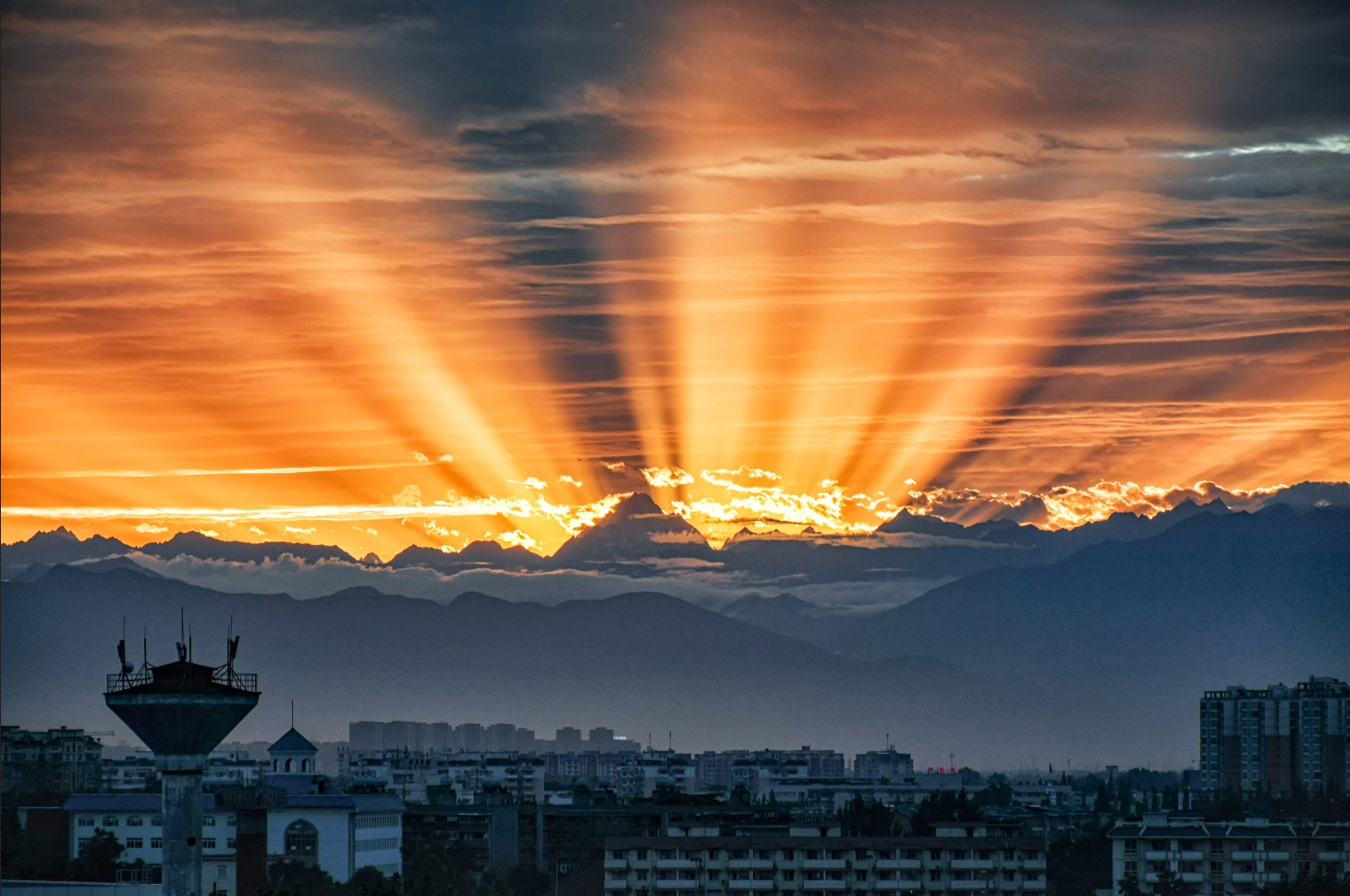
杜甫“窗含西岭千秋雪”的日落，图为在成都遥望日落海拔6,250米的四姑娘山主峰幺妹峰

在古代中國，詩人們喜愛以日落時分，夕陽垂暮的景色來舒發自己年懷已老，志不能伸的感受。比較有名的例子是唐代李商隱所作《登樂遊原》，內裡的兩句“夕陽無限好，只是近黃昏”正是表達了這種情懷。
在西方文学中日落也往往与犹豫等感情相连，比如在圣·埃克苏佩里的《小王子》中的小王子就特别喜欢看日落。

## 日落美景赏析

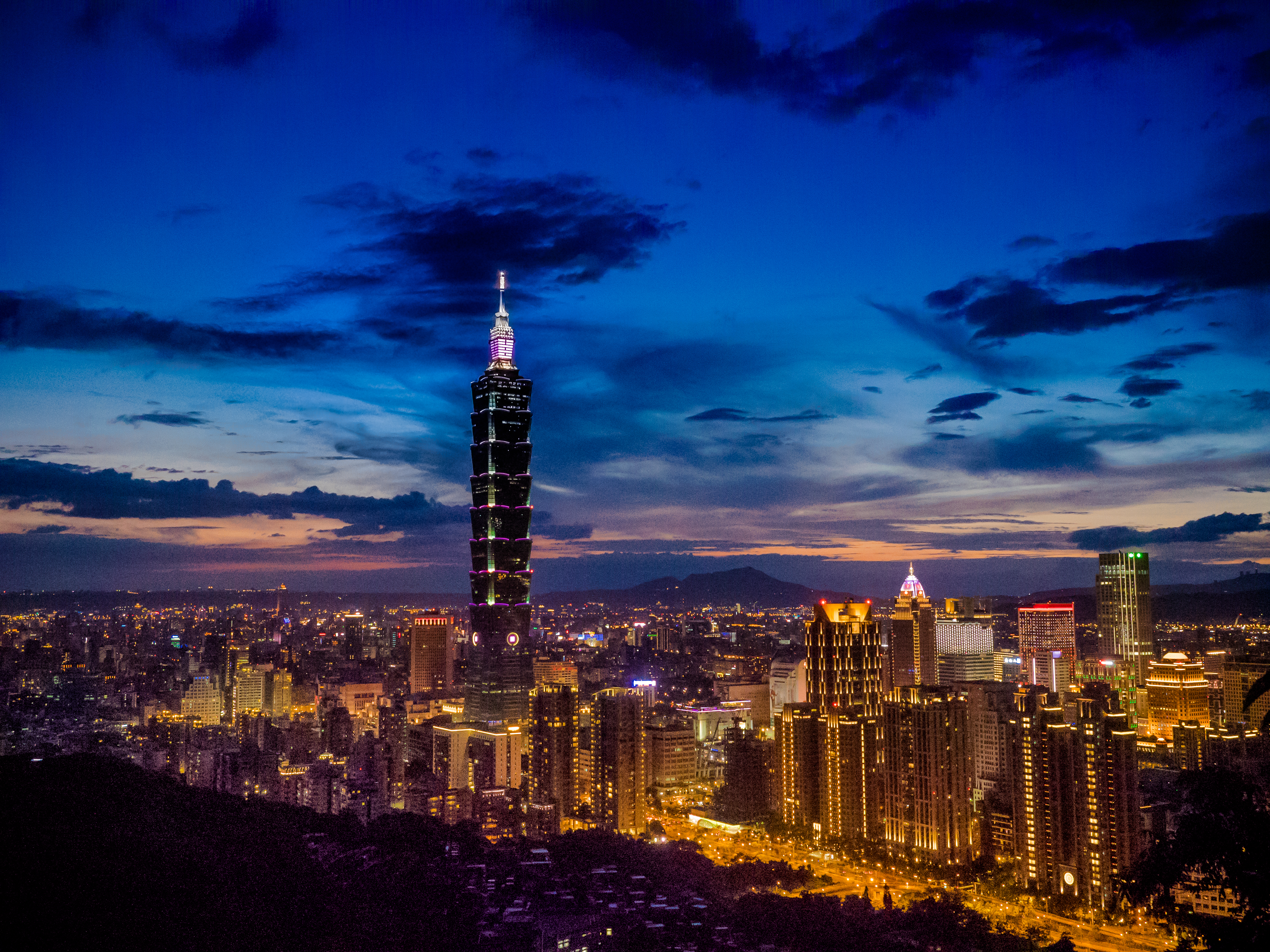
日落時分的台北信義區景色
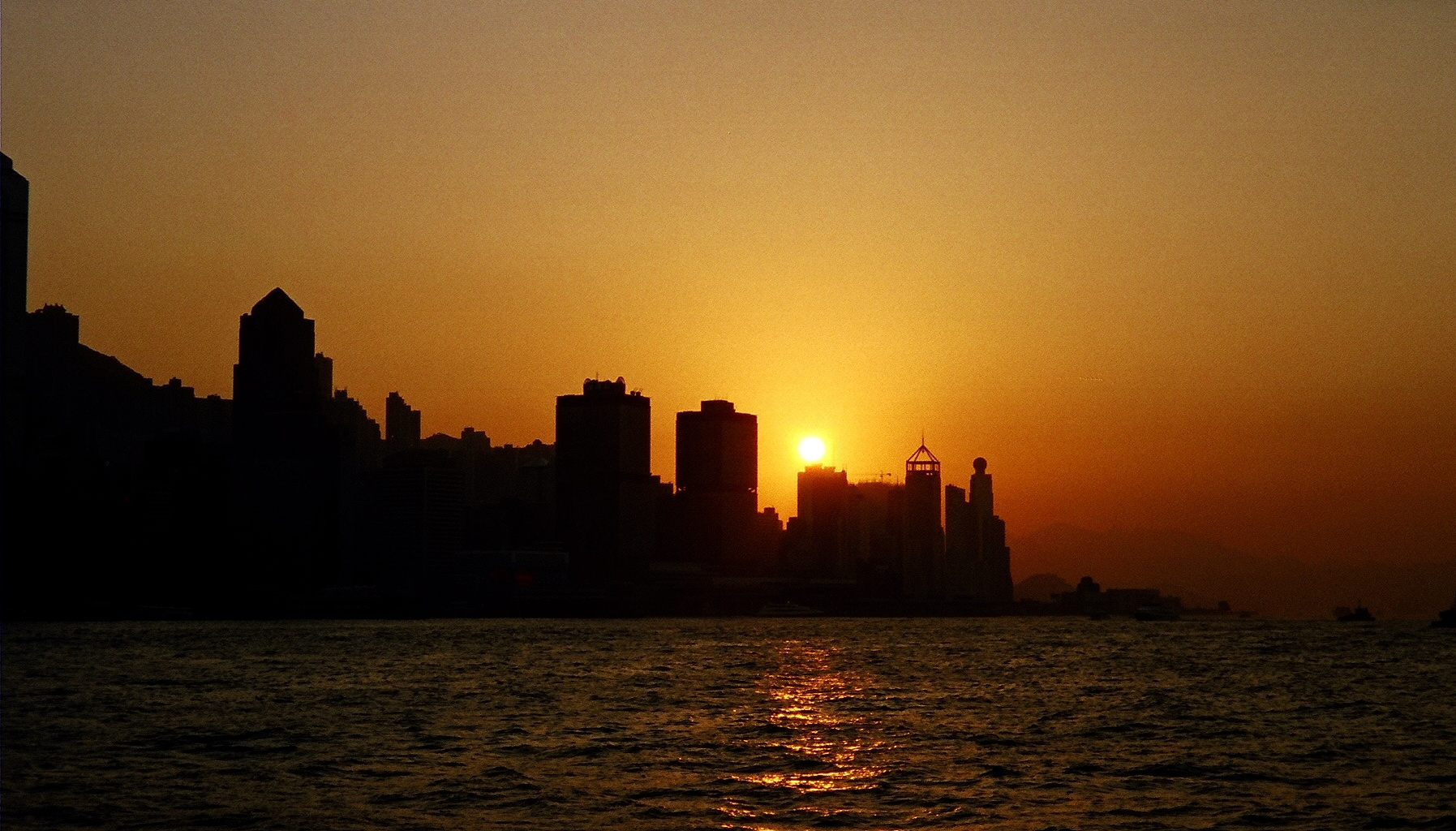
香港日落的景色
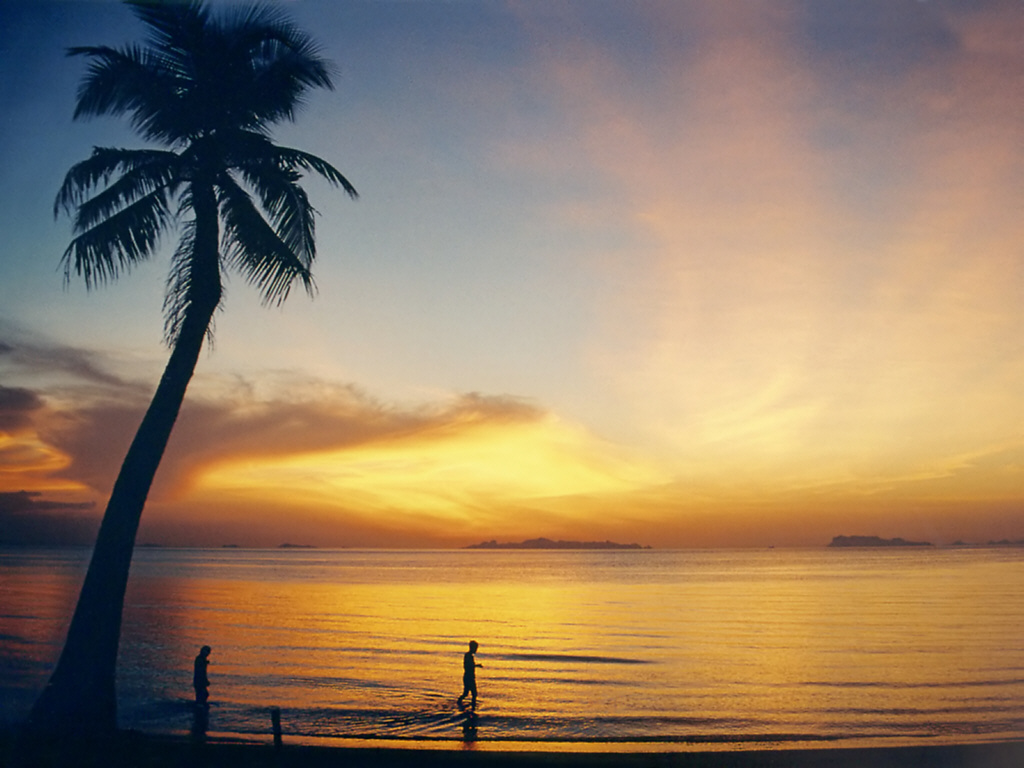
泰國蘇梅島海灘日落的景色
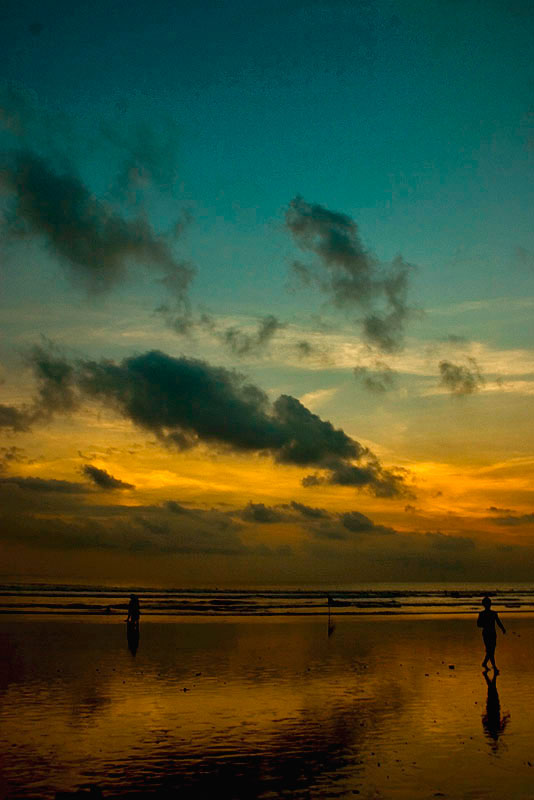
峇里島海灘日落的景色
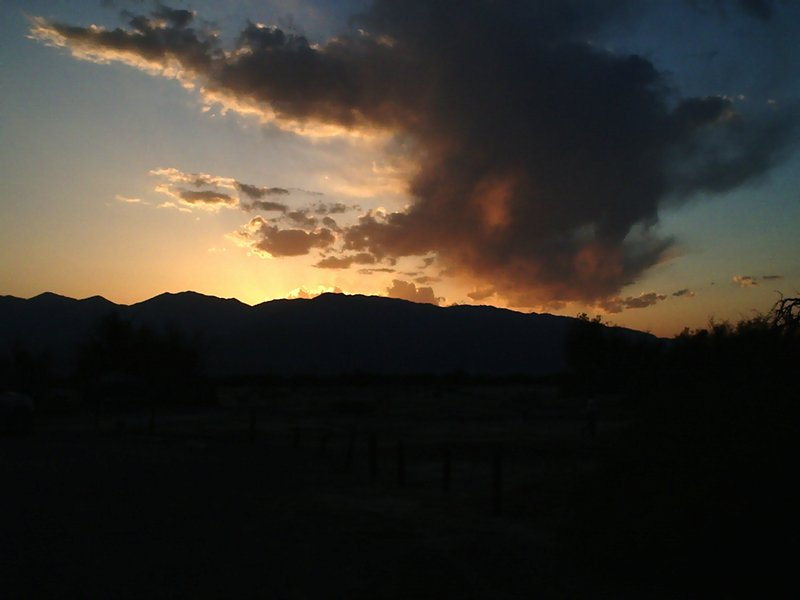
死亡谷日落的景色
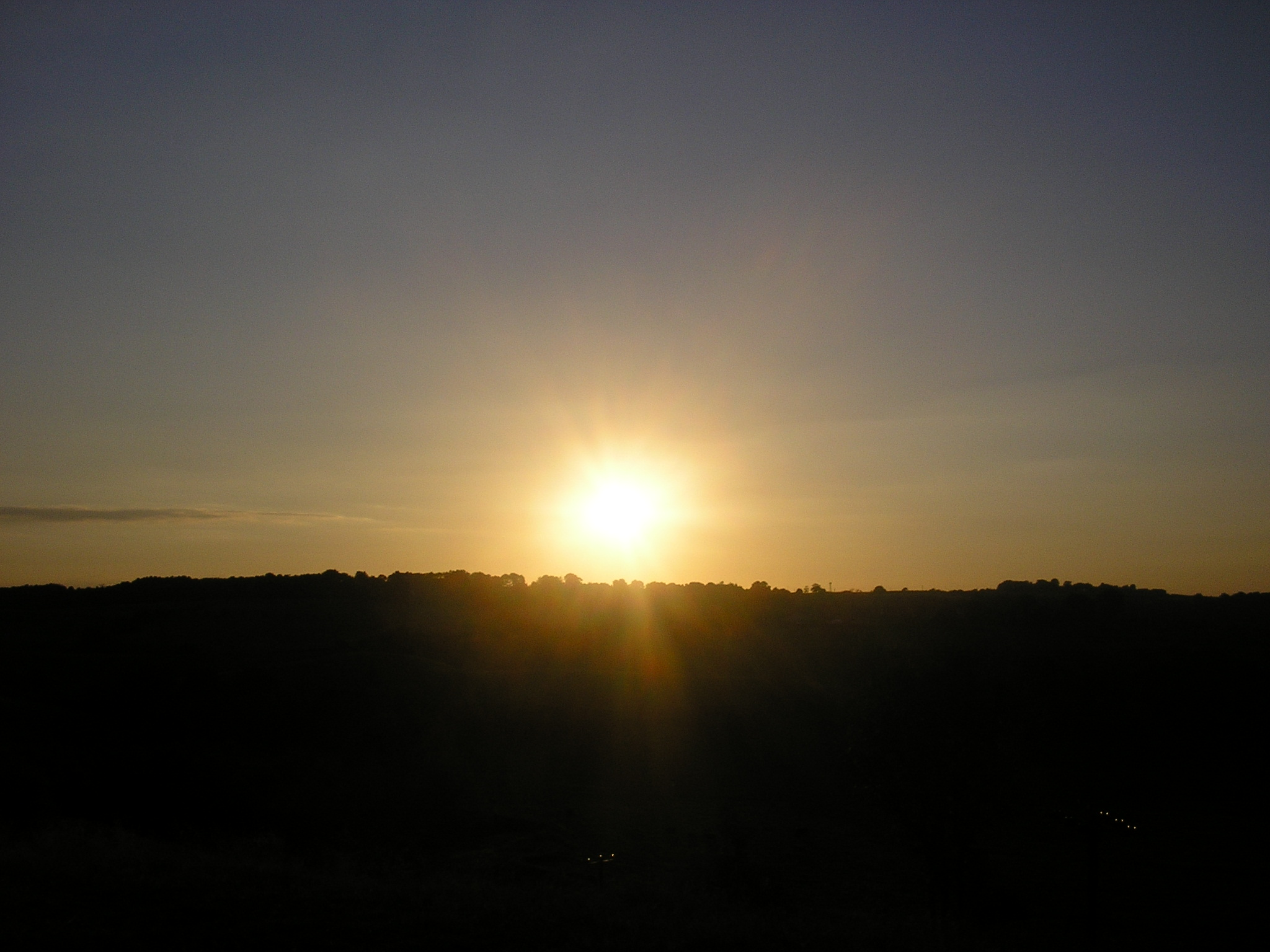
英國日落的景色
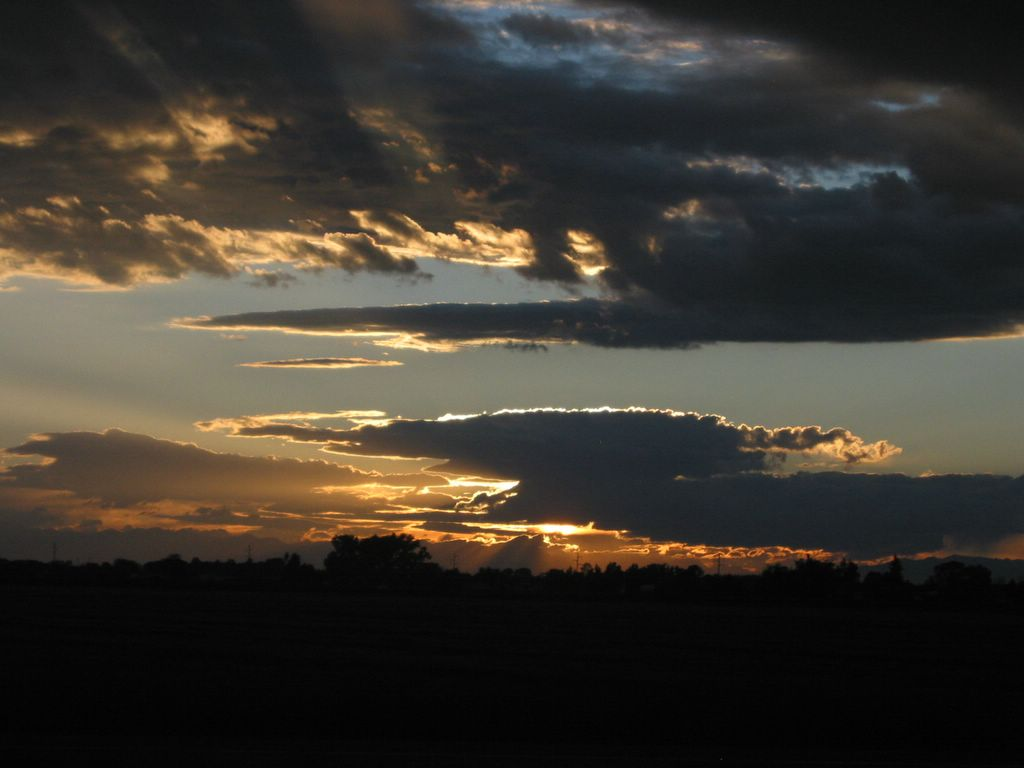
美國愛達荷州日落的景色
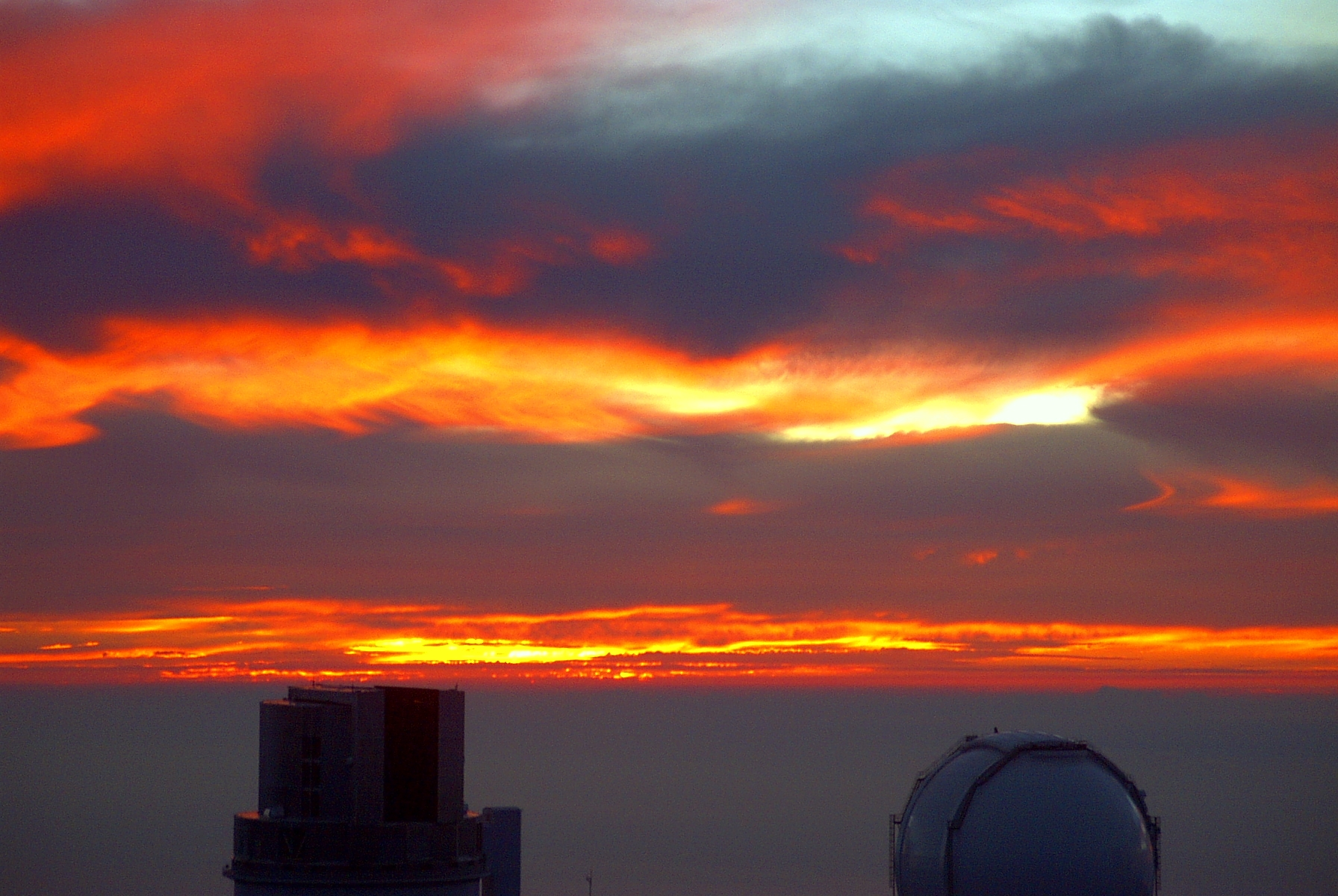
毛納基山上日落的景色
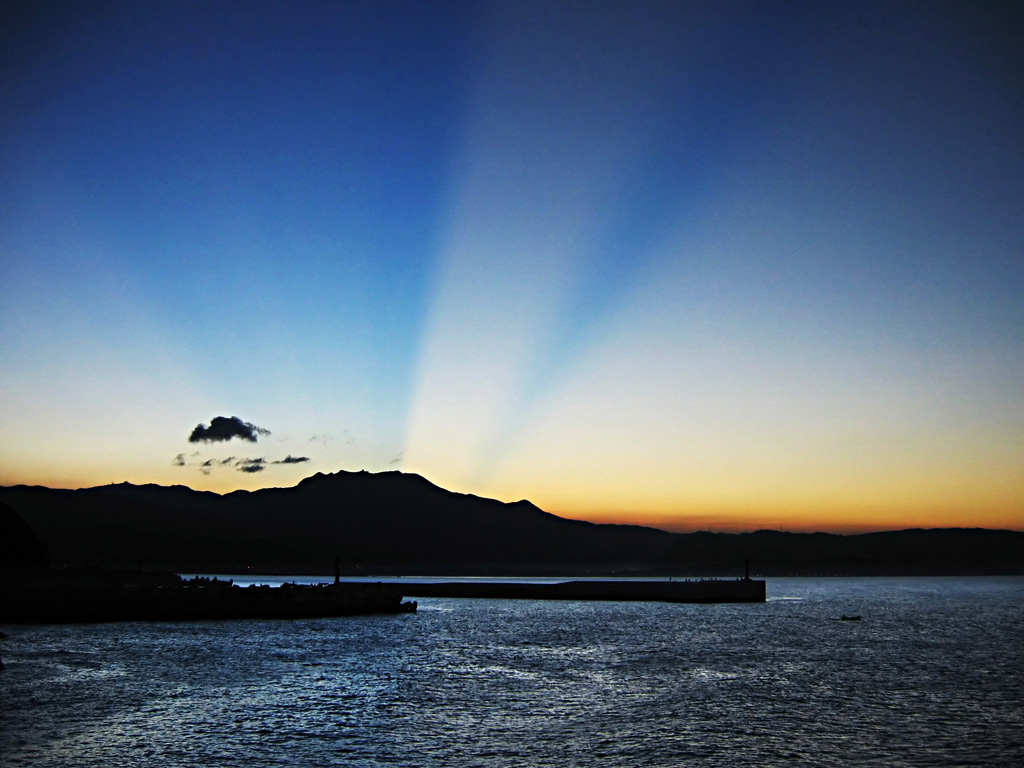
野柳日暮的景色
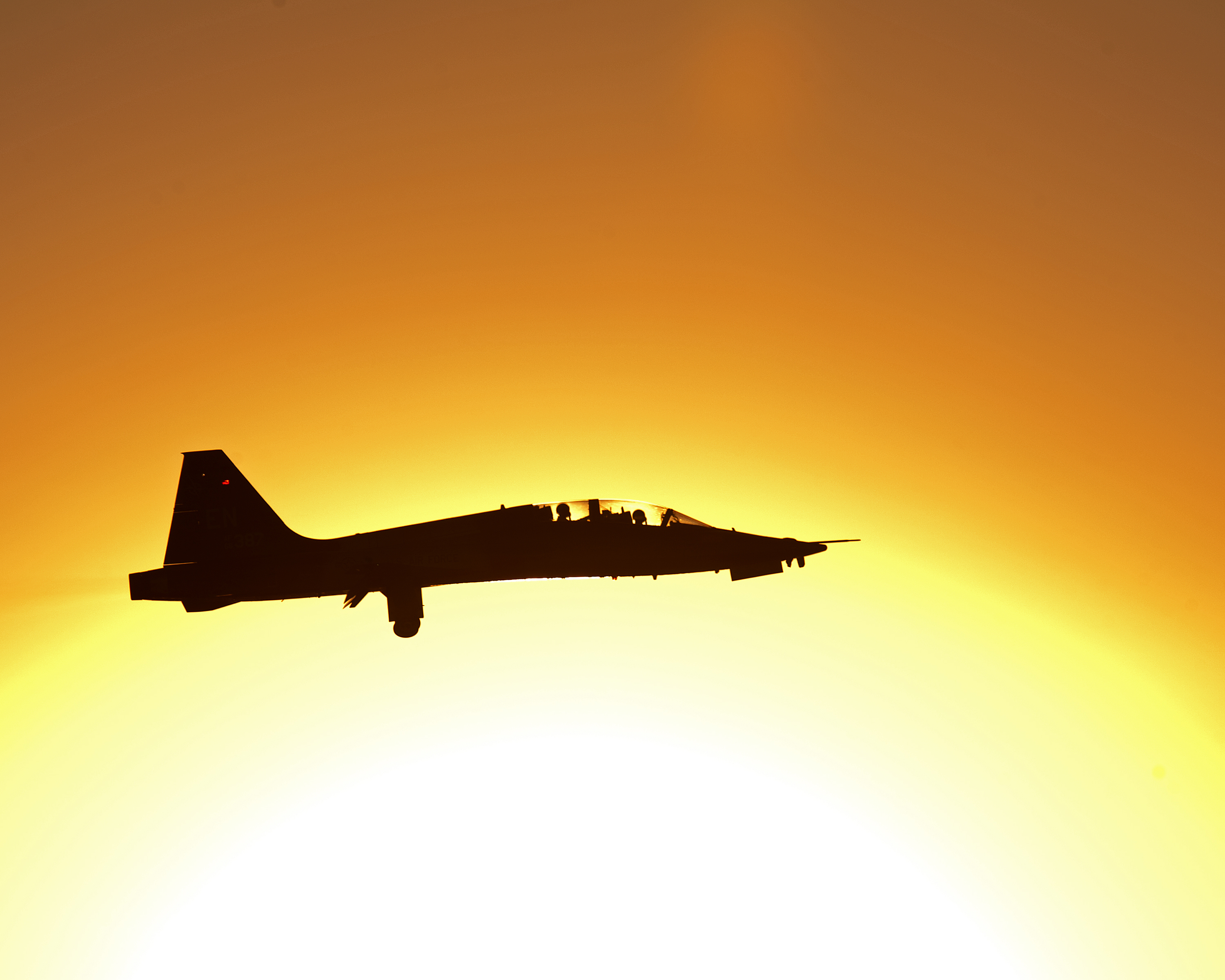
戰機於空中拍攝日落景色
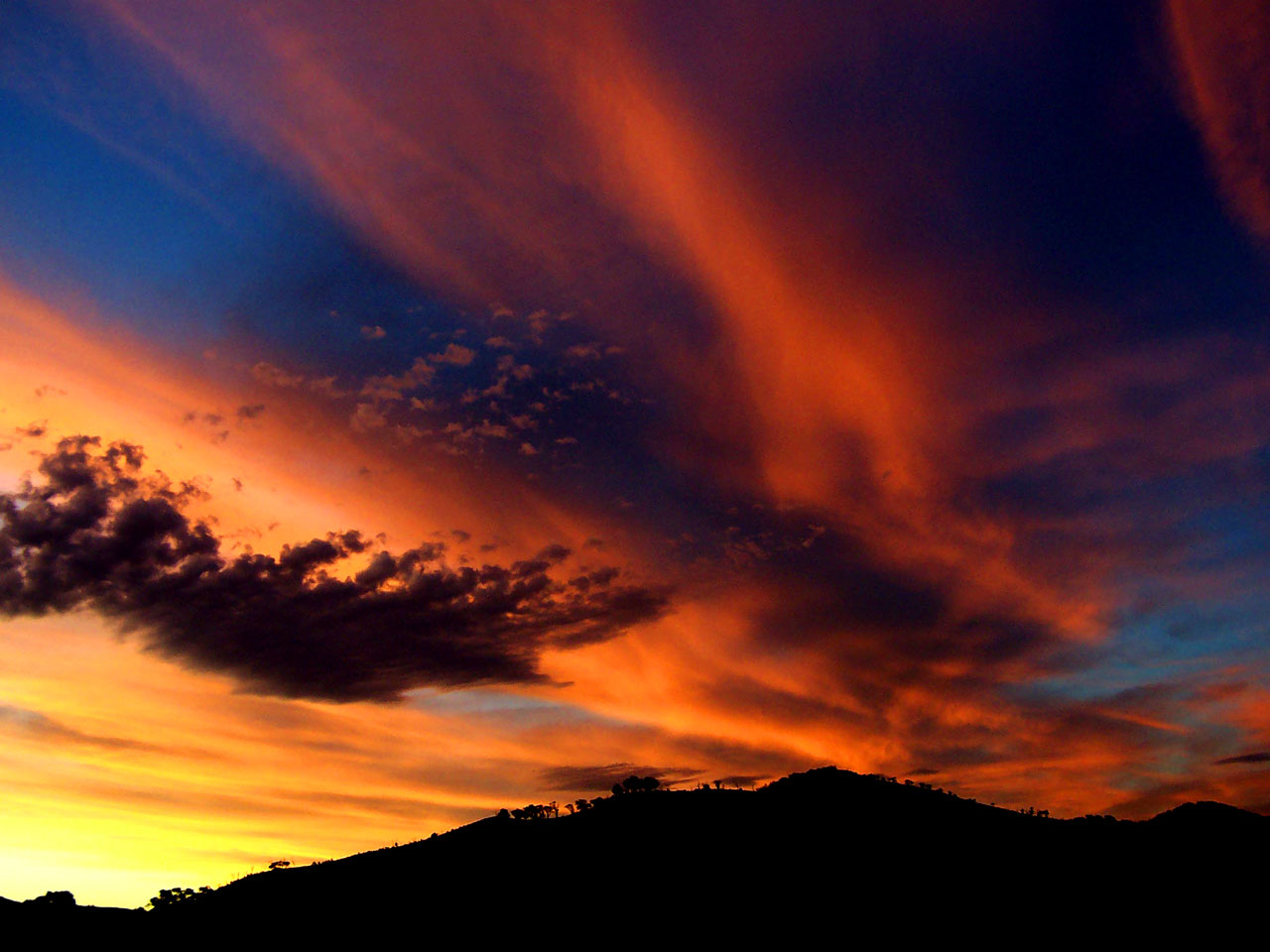
夢幻的日落景色
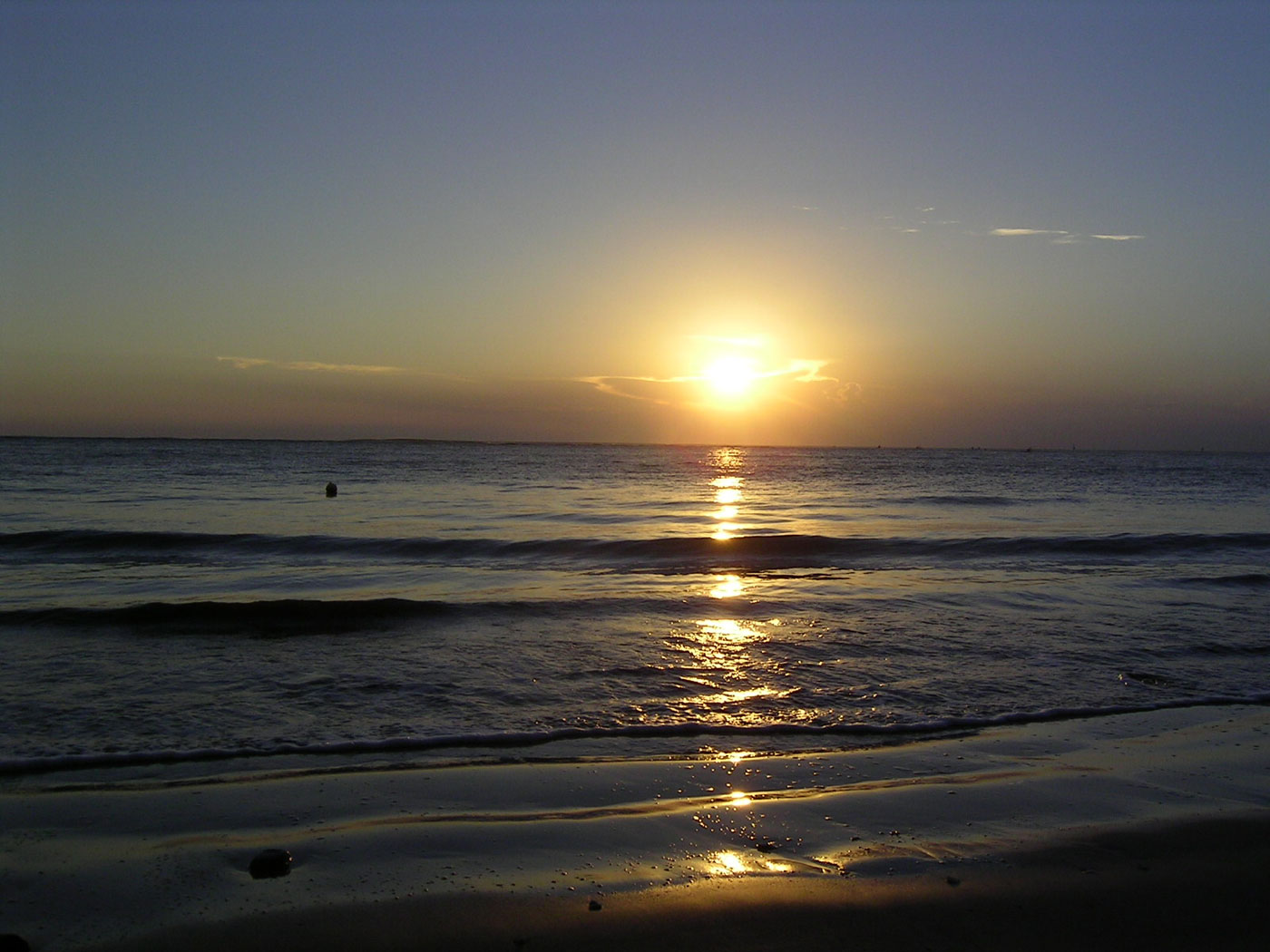
海上日落的景色
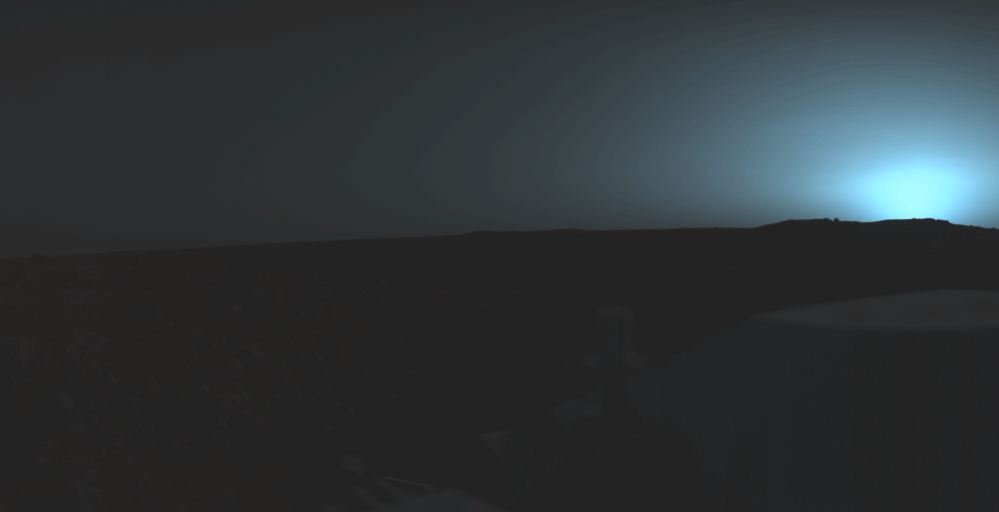
火星上日落的景色（來自NASA）
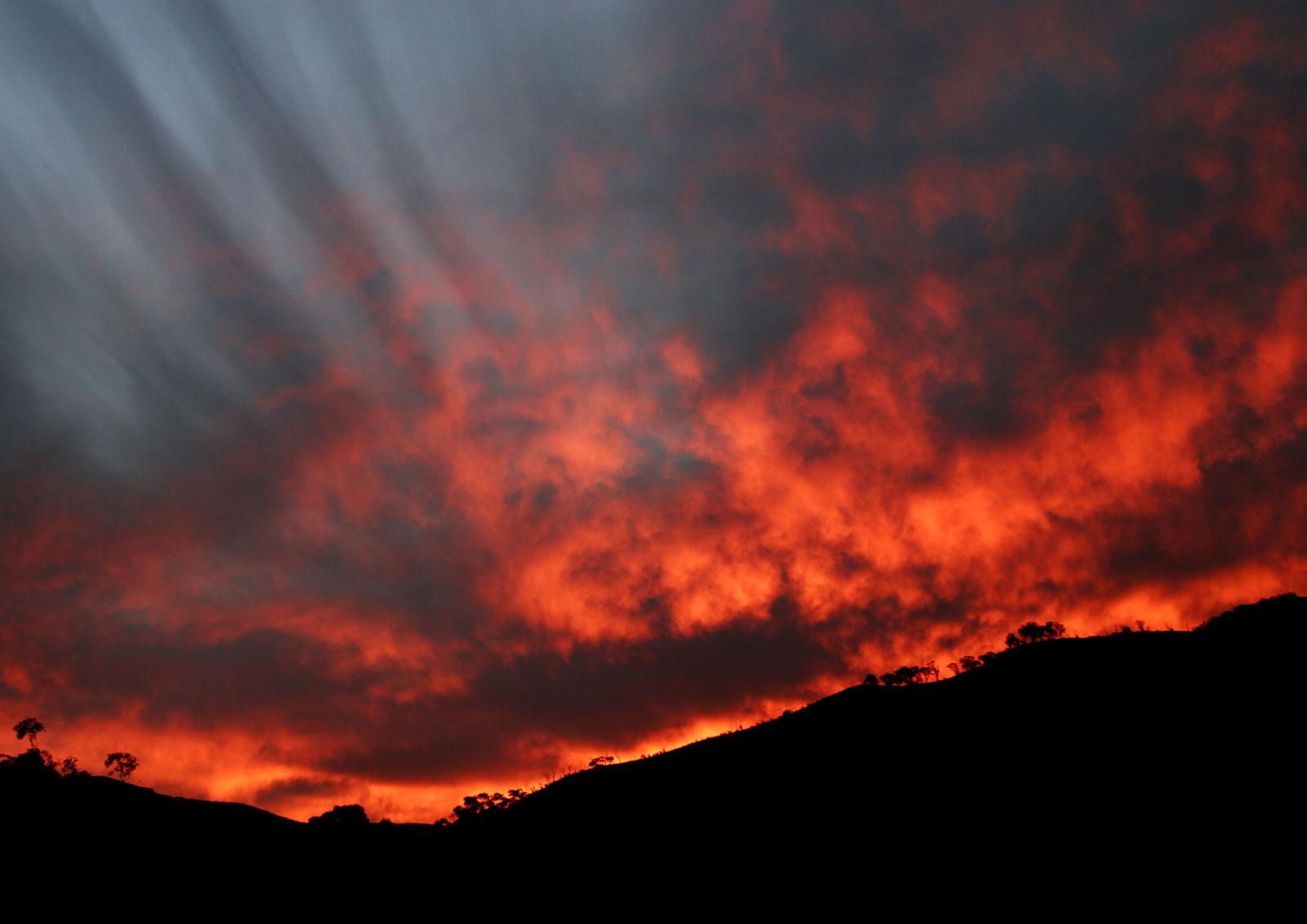
日落時雲層的景色
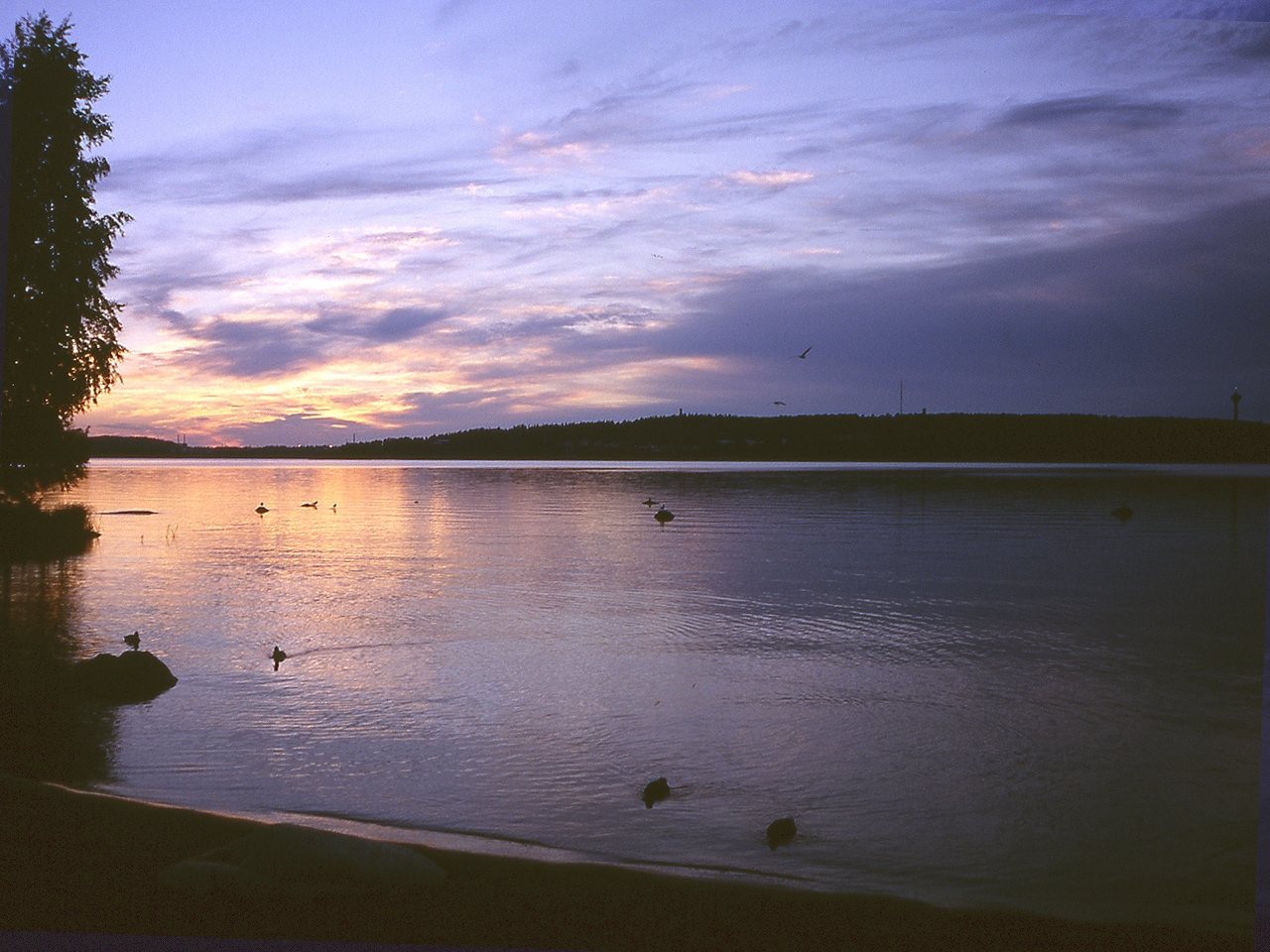
湖面上日落的景色
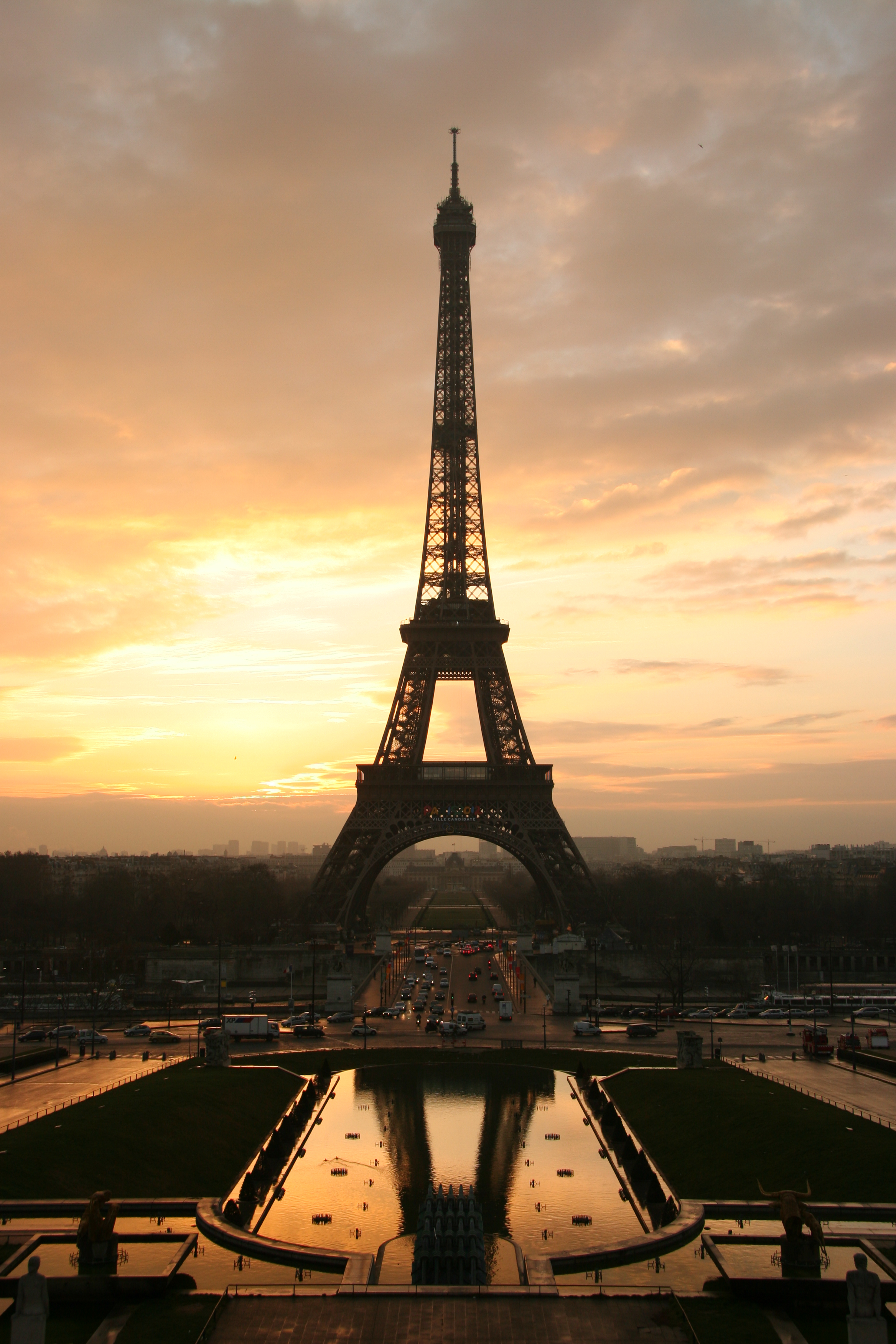
巴黎鐵塔的日落景色
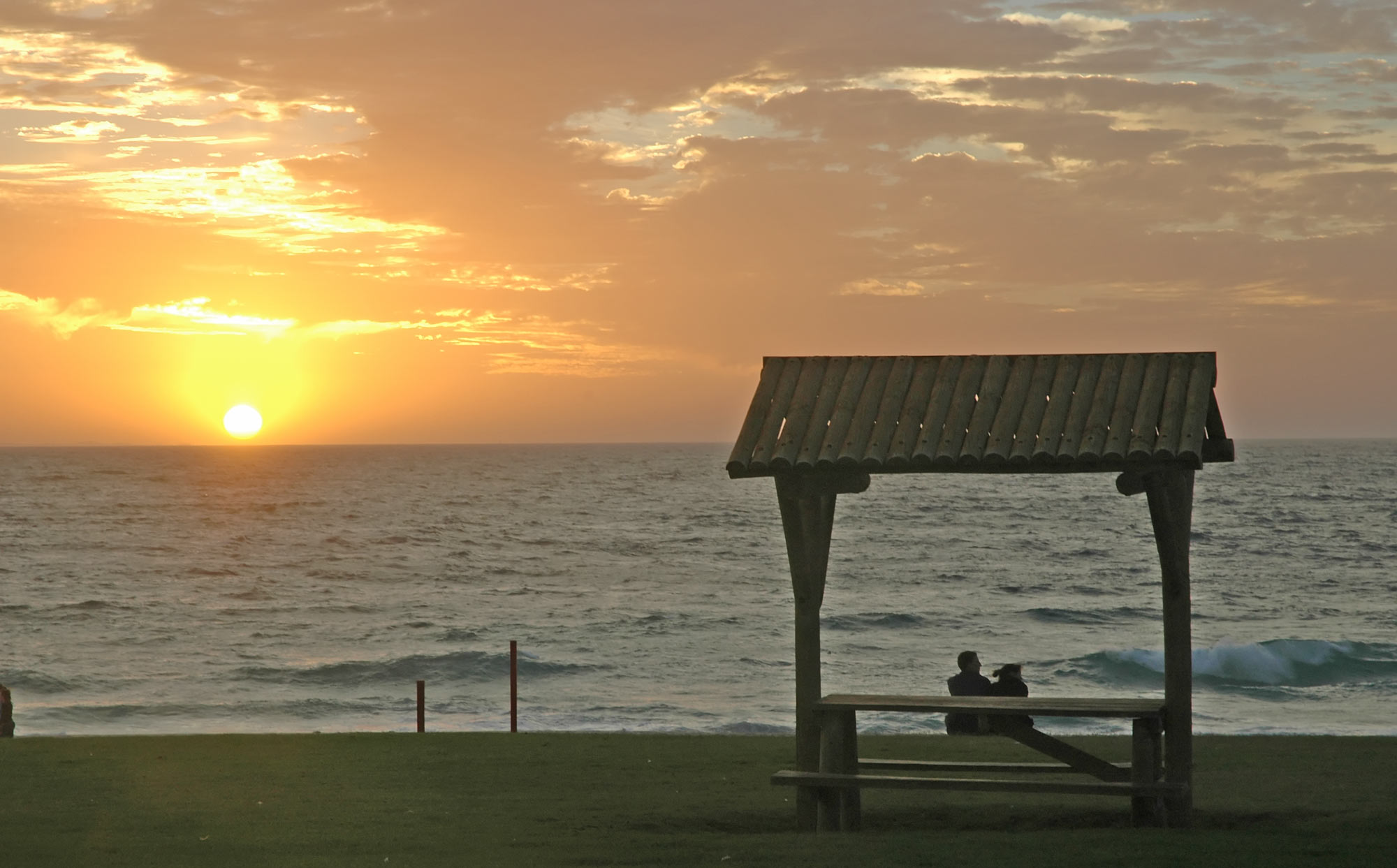
珀斯日落海岸的日落景色
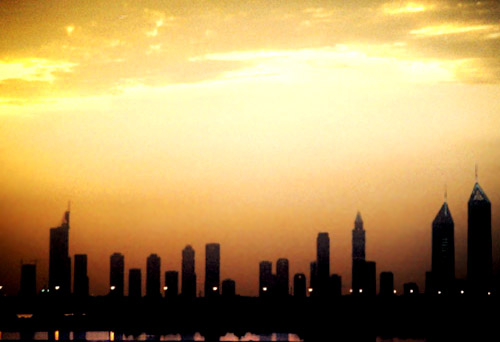
杜拜的日落景色
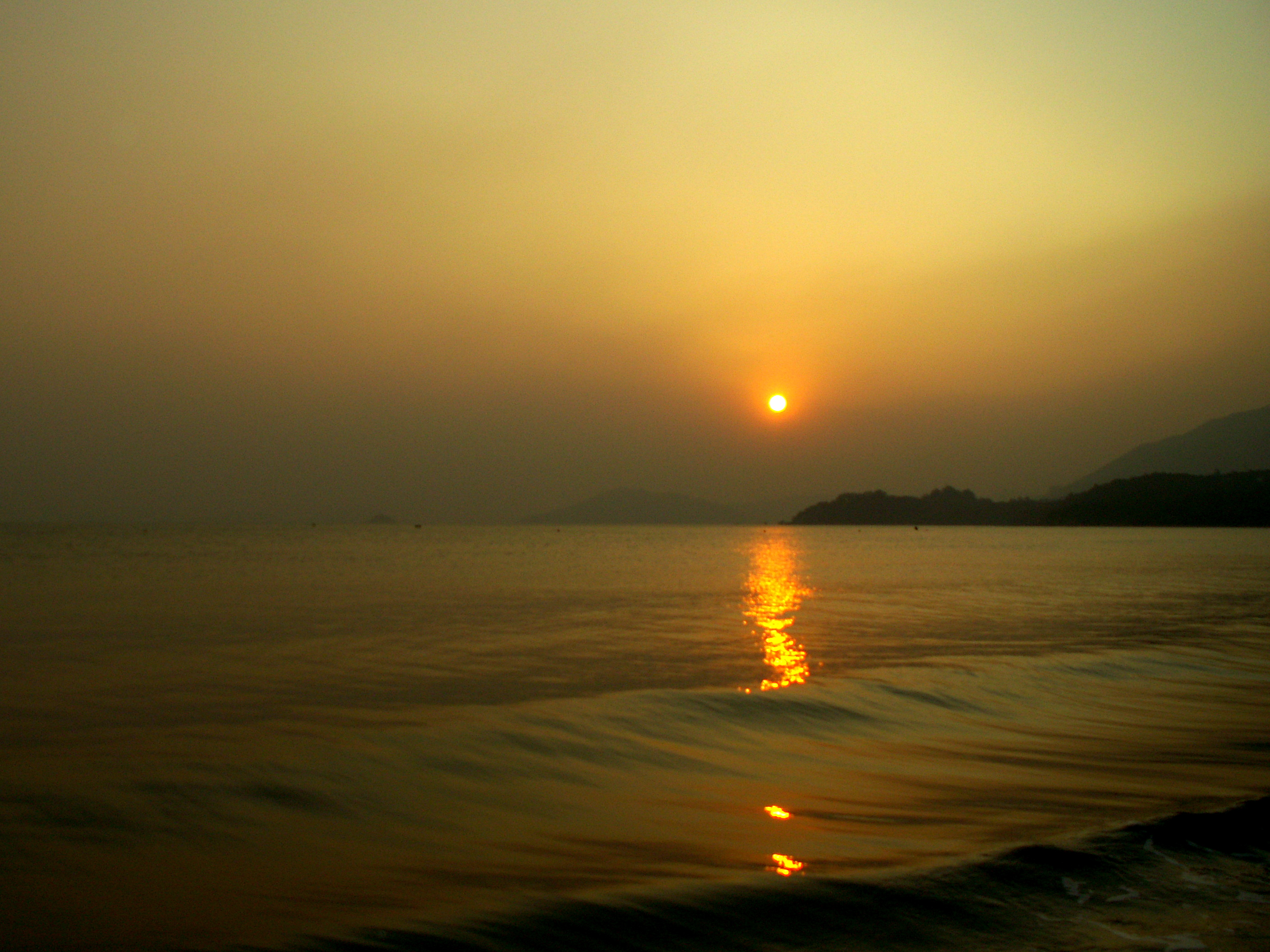
香港貝澳的日落景景色
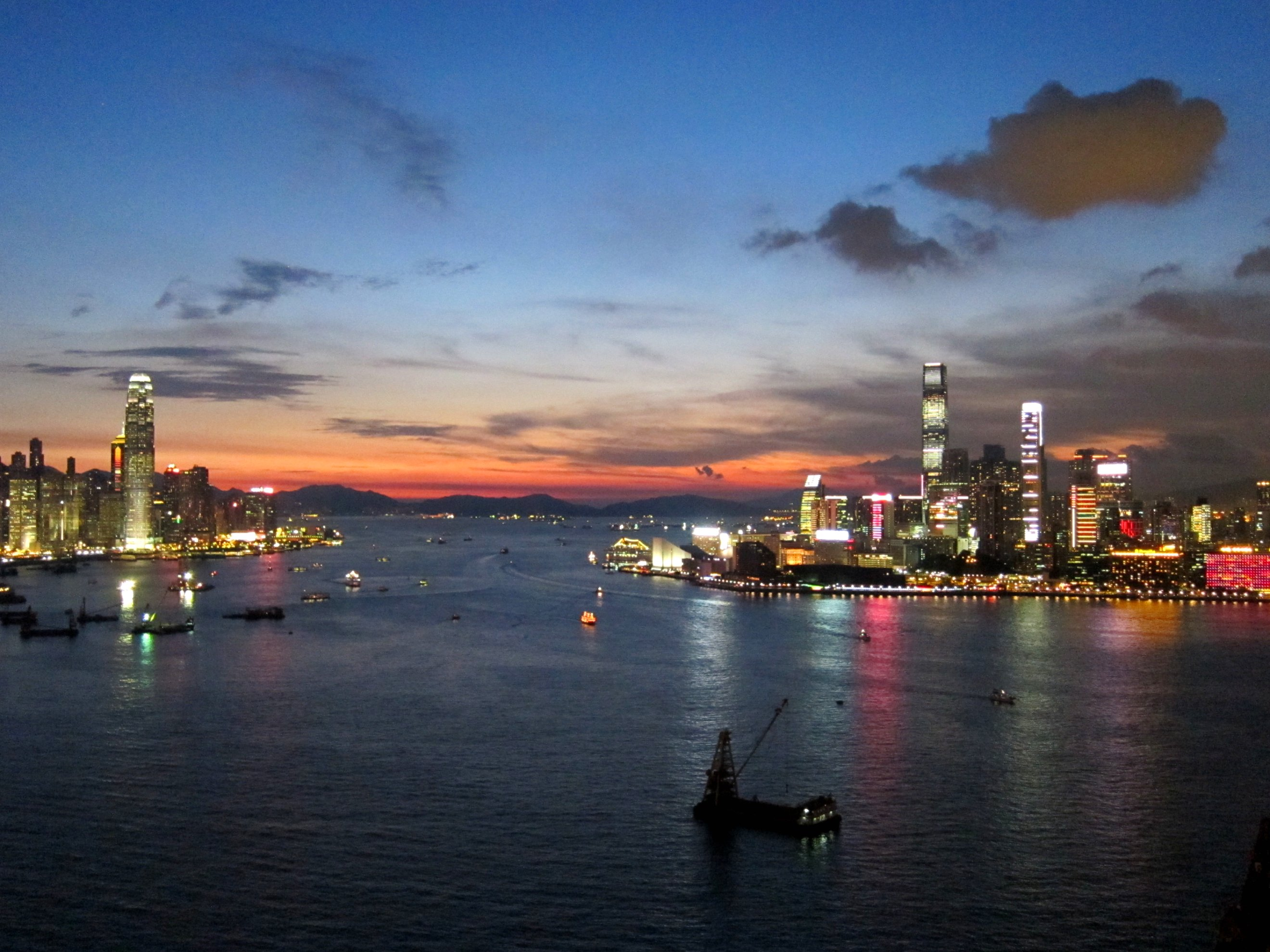
日落時分的維多利亞港
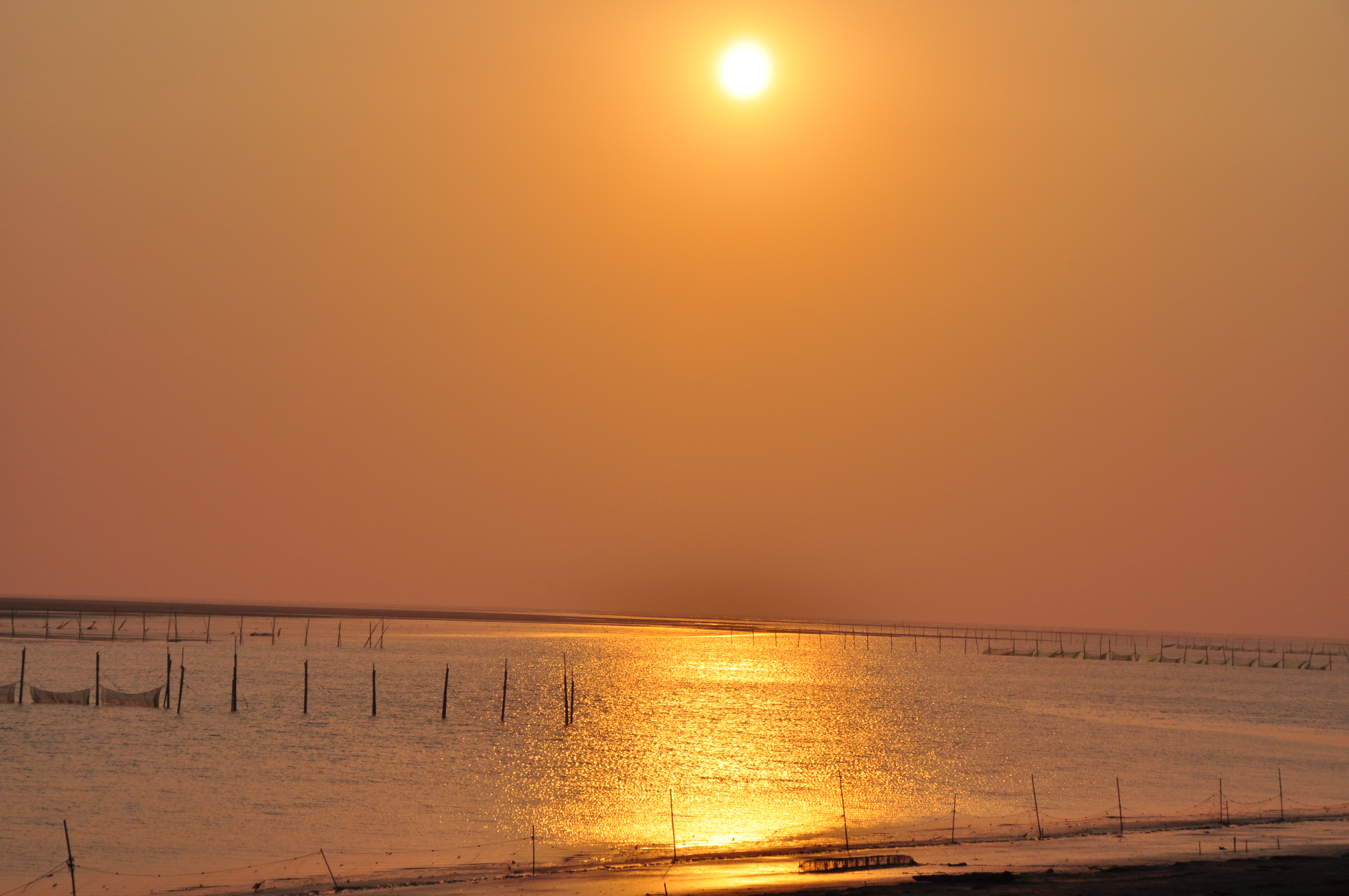
台灣烏溪出海口日落景色
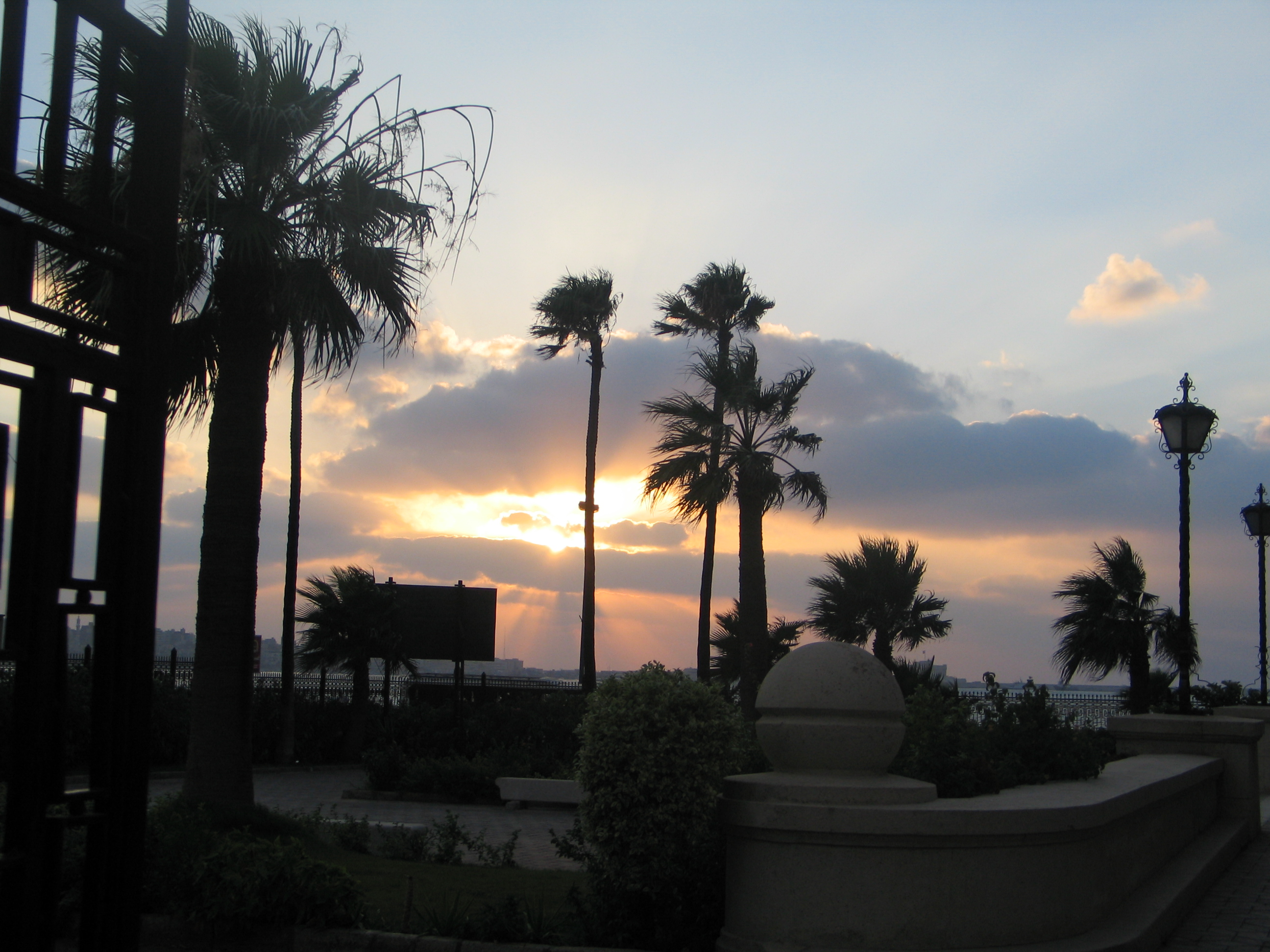
亞歷山卓的夕陽景色
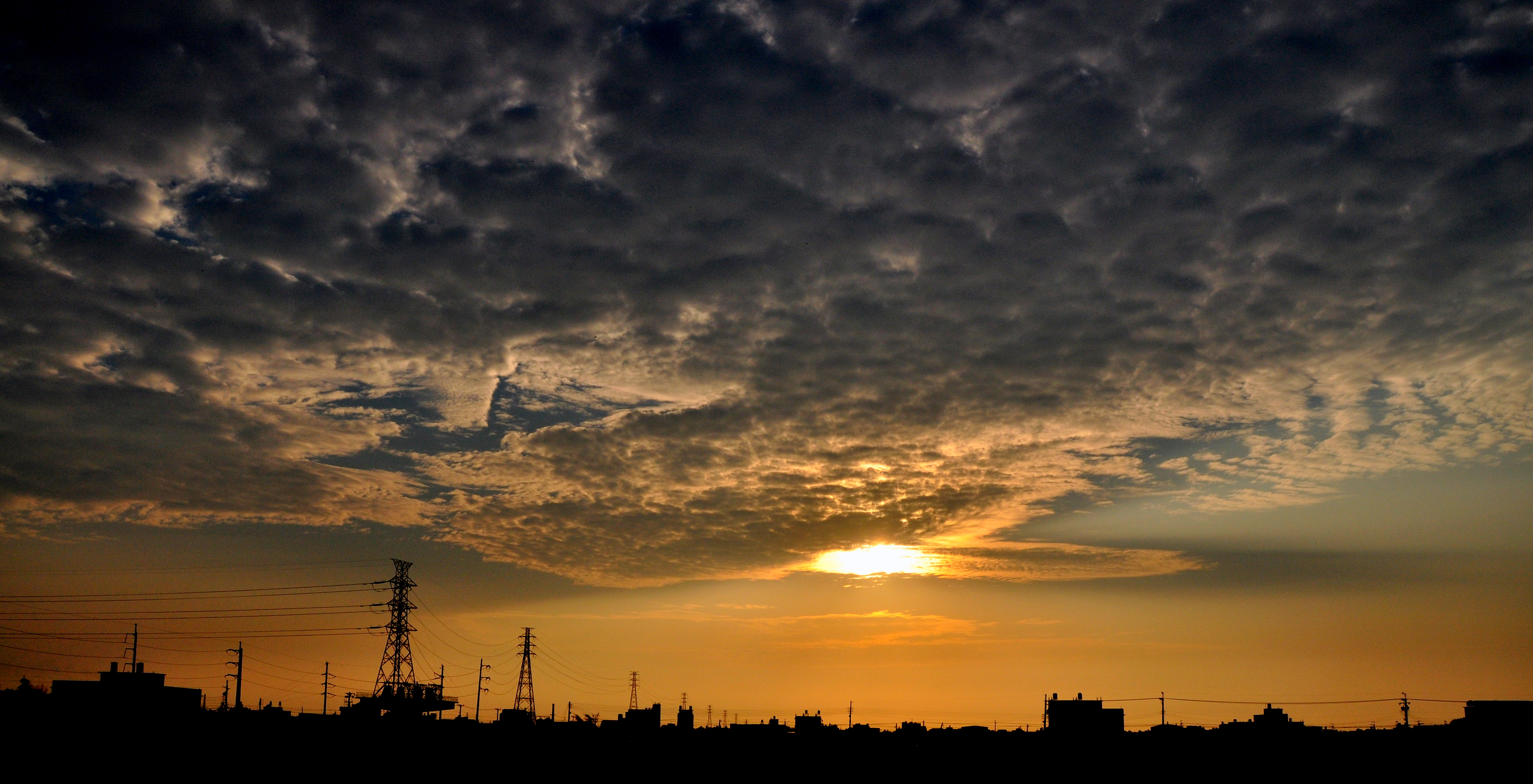
台灣台中縣海線地區日落一景
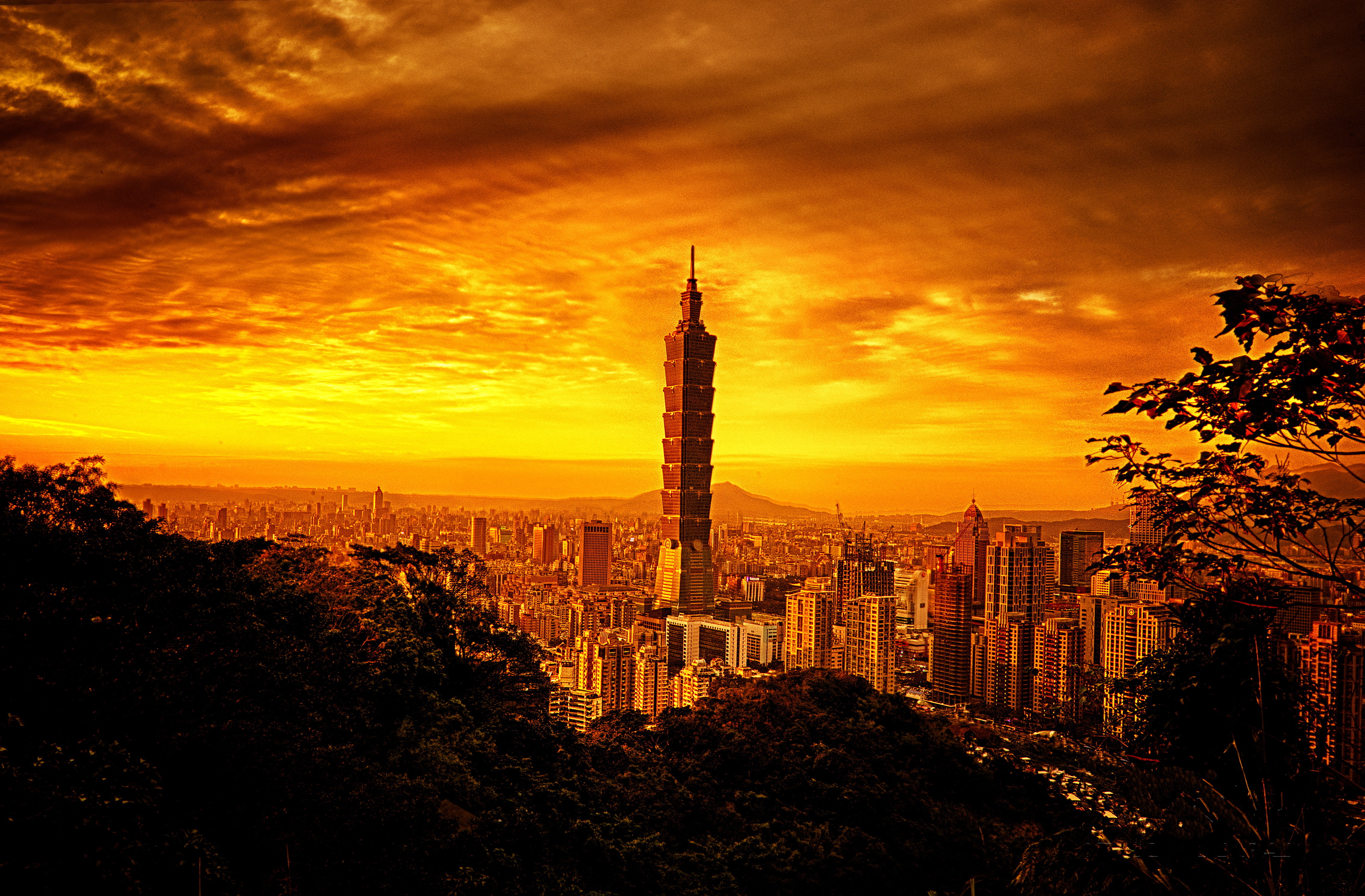
臺灣臺北的日落景色
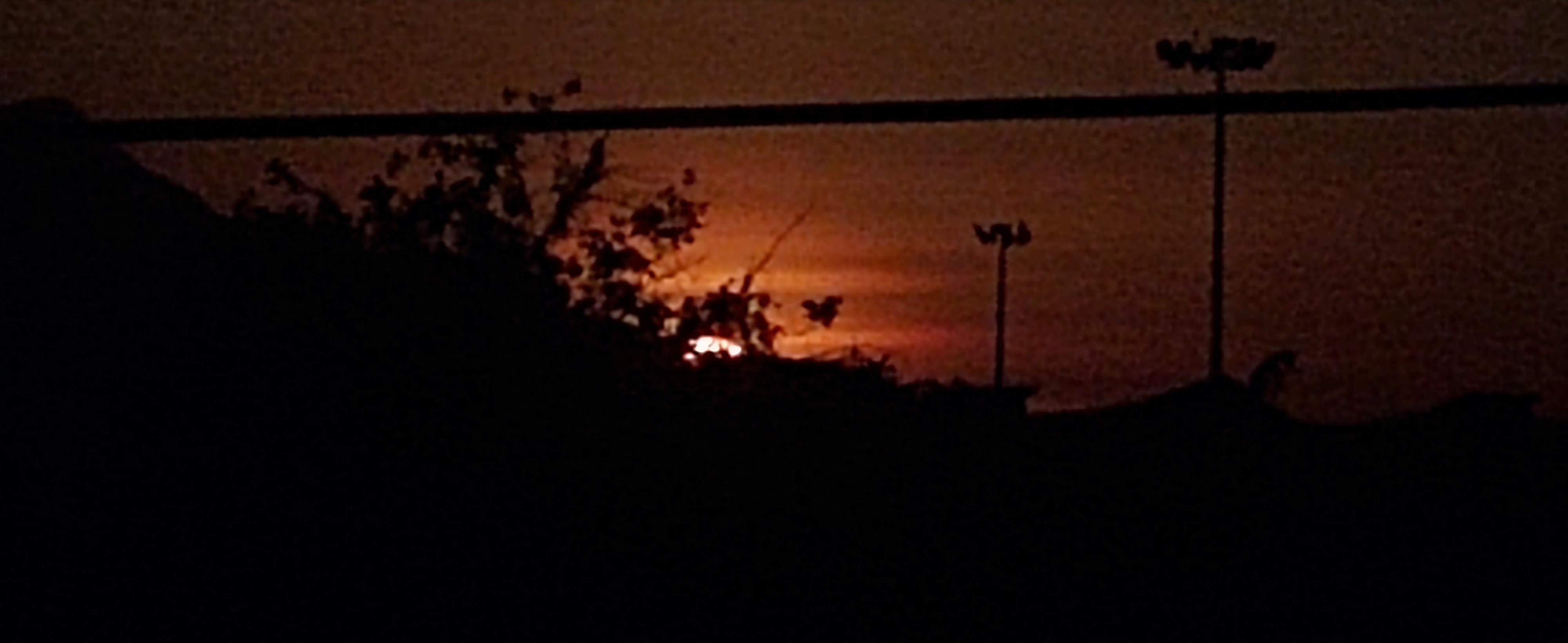
馬來西亞古晉 2:41UTC

## 在其他行星的日落

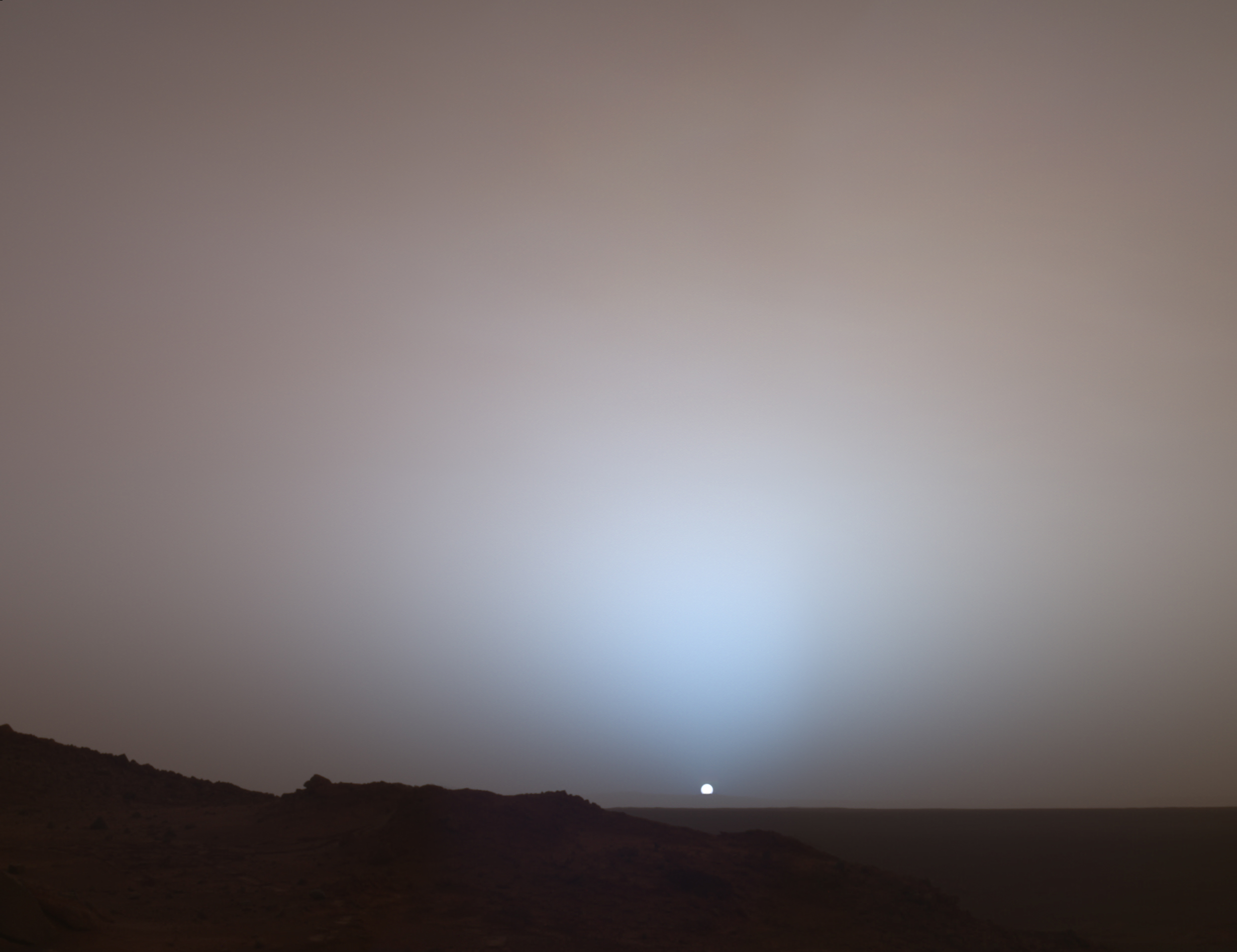
火星的日落。

由於其他行星和太陽的距離不同，和大氣層成分上的差異，在其他行星上的日落有很明顯的不同。
因爲火星與太陽的距離比地球遠，在火星上看到日落時的太陽大小只有地球的三分之二大。雖然火星缺乏氧氣和氮氣，但是火星紅色的表土經常被強風吹佛而懸浮在火星稀薄的大氣中，至少在一些火星日所能看見的日落會比地球上的更為偏紅。一項研究發現火星的暮曙光可以持續到兩個小時以上，陽光被火星高層大氣中的塵埃反射，造成大氣中瀰漫的發光現象。

## 外部連結
- 日出及日落時間計算器 （页面存档备份，存于）
- Accurate Sun Position Calculator - Sunrise/Sunset times worldwide （页面存档备份，存于）
- Sunsets on other planets （页面存档备份，存于）（Wikimedia Commons gallery）
- Sunrise and sunset calculator （页面存档备份，存于）
- Sunset at your location （页面存档备份，存于） by Wolfram Alpha
- Full physical explanation in simple terms
- Excel workbook with VBA functions for sunrise, sunset, solar noon, twilight (dawn and dusk), and solar position (azimuth and elevation); by Greg Pelletier, translated from NOAA's online calculators for solar position （页面存档备份，存于） and sunrise/sunset （页面存档备份，存于）
- The colors of twilight and sunset （页面存档备份，存于）